# El cóndor pasa
 (juillet 2022).
Pour les articles homonymes, voir Condor.
Personnages
- Mr. King (Bariton), propriétaire de la mine.
- Mr. Cup, propriétaire de la mine.
- María (Soprano), épouse de Higinio.
- Higinio, époux de María.
- Frank (Tenor), fils de María.
- Juanacha, fiancée de Ruperto.
- Ruperto, fiancé de Juanacha.
- Félix, mineur.
- Tiburcio, mineur.
- Marraine.
- Parrain.
- Berger.

Airs
- Final orchestral et choral El cóndor pasa et cri de joie des mineurs libérés : « nous sommes tous des condors ! »

El cóndor pasa est une œuvre théâtrale musicale classée traditionnellement comme zarzuela, dont est extrait l'air de la chanson du même nom.
El cóndor pasa a été écrite par le compositeur péruvien Daniel Alomía Robles sur un livret original de Julio de La Paz (pseudonyme du dramaturge liménien Julio Baudouin) en 1913. La partition a été publiée comme composition originale et enregistrée par Robles en 1933 aux États-Unis.
Le thème éponyme El cóndor pasa a connu un succès considérable à partir de la fin des années 1950 (groupe Achalay) / début des années 1960 (groupe Los Incas) sous une forme différente de l'original, non plus en version orchestrale classique mais pour un ensemble réduit, avec des instruments autochtones des Andes (kenas, charango, harpe andine, tinya (es)). C'est sous cette forme nouvelle, avec l'adjonction de parties chantées en 1970 (sur des paroles bien différentes de l'esprit et des thèmes de la version originale de la zarzuela), que cet air deviendra un standard de la musique folk dans le répertoire du duo Simon and Garfunkel, connaissant un succès mondial et de très nombreuses versions et adaptations.
Le succès de cette mélodie a consacré le renouveau des musiques andines sur la scène internationale, et a contribué à l'essor d'un nouveau genre musical nommé Musiques du monde à partir des années 1970 et 1980.
El cóndor pasa, et les instruments traditionnels andins (kena, charango) qui l'incarnent désormais, devient le symbole d'un réveil de la conscience amérindienne des peuples andins et d'un regain d'intérêt pour leur passé précolombien, ainsi qu'un emblème du Flower Power, du « retour à la terre », et d'un éveil de la conscience écologique. Bien que cette quête d'exotisme et cette volonté de retour aux sources ne soient pas exemptes d'ambiguïtés pour certains historiens de l'art,, selon Kofi Annan, secrétaire général de l'ONU en visite dans les Andes en 2003, ce thème est devenu un symbole de paix, de justice sociale et d'harmonie écologique, d'amitié entre les peuples. Le rôle joué par El cóndor pasa pour les peuples andins peut être rapproché de celui de la chanson amazighe A Vava Inouva du chanteur kabyle Idir pour les Kabyles et l'ensemble des berbérophones d'Afrique du Nord, avec un succès moins important cependant.

## Symbolique et contexte

### Le grand condor des Andes et le retour de l’Inca

#### Un oiseau champion du monde et mythe vivant

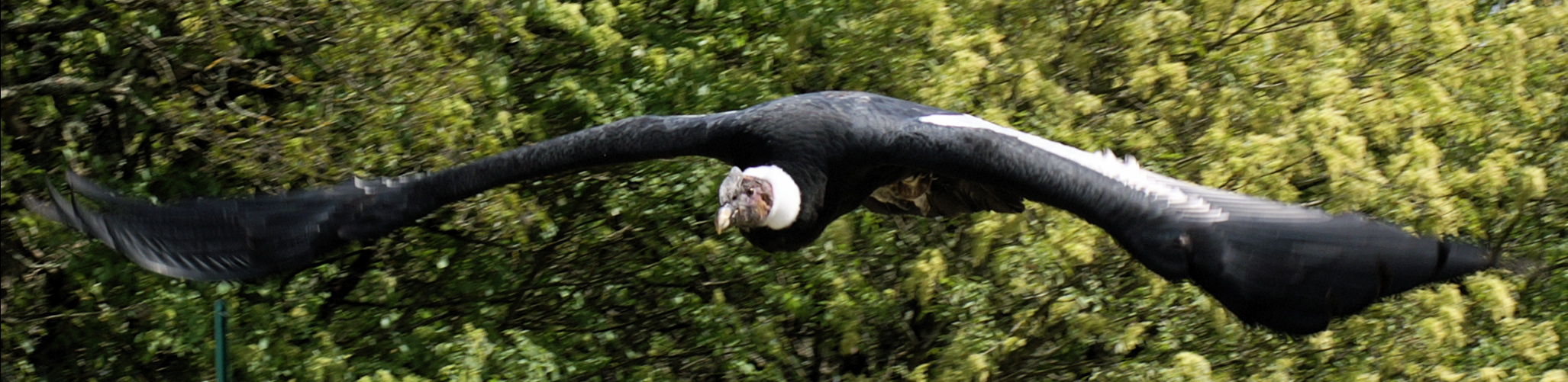
Le grand Condor des Andes va « passer » au dessus de nous, nous permettant d'admirer son envergure de plus de 3 mètres (ici c'est un mâle adulte).

Le grand Condor des Andes, qui a inspiré le titre, le final et l’air le plus célèbre de la pièce originale est actuellement le plus grand oiseau terrestre volant du monde. Son envergure est de 3,20 m en moyenne, jusqu’à 3,50 m, n'étant dépassé que par les ailes de l'Albatros hurleur, grand oiseau marin avec une envergure pouvant aller jusqu'à 3,70 m ; mais celui-ci est un oiseau pélagique et non un oiseau terrestre comme le condor, qui d’ailleurs est légèrement plus lourd que l’Albatros (jusqu’à 15 kg pour le condor, contre 12 kg maximum pour l’albatros) ; les oiseaux terrestres plus massifs que le condor comme ceux apparentés aux autruches ne sont évidemment pas des oiseaux volants.

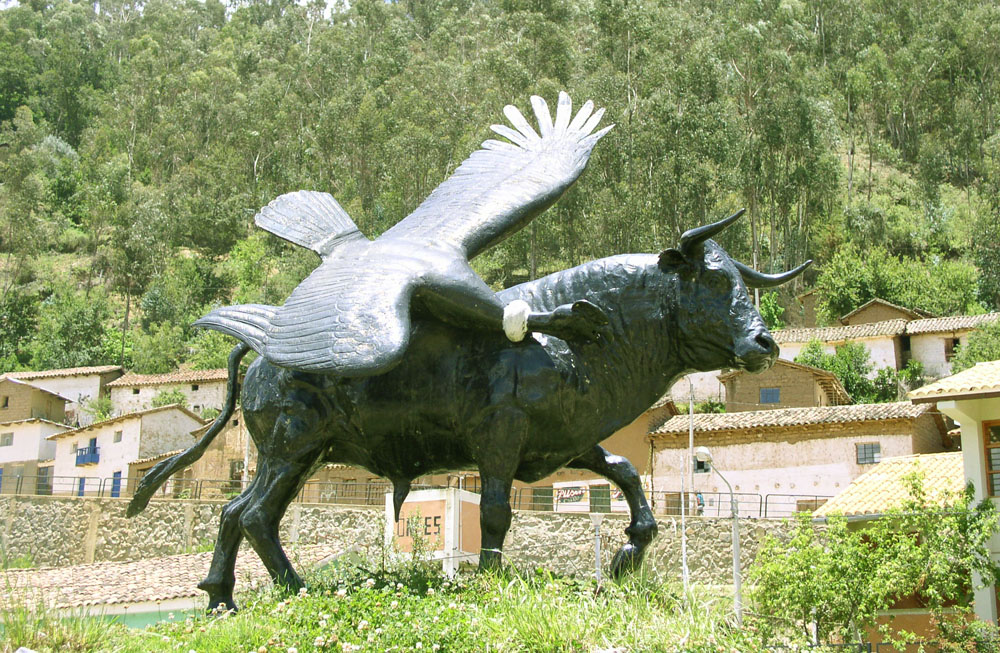
Statue située à Cotabambas (département d' Apurímac sud-Pérou) évoquant le combat rituel du condor contre le taureau, nommé Yawar Fiesta, qui avait lieu tous les ans, et qui se rejoue encore dans certains villages reculés.

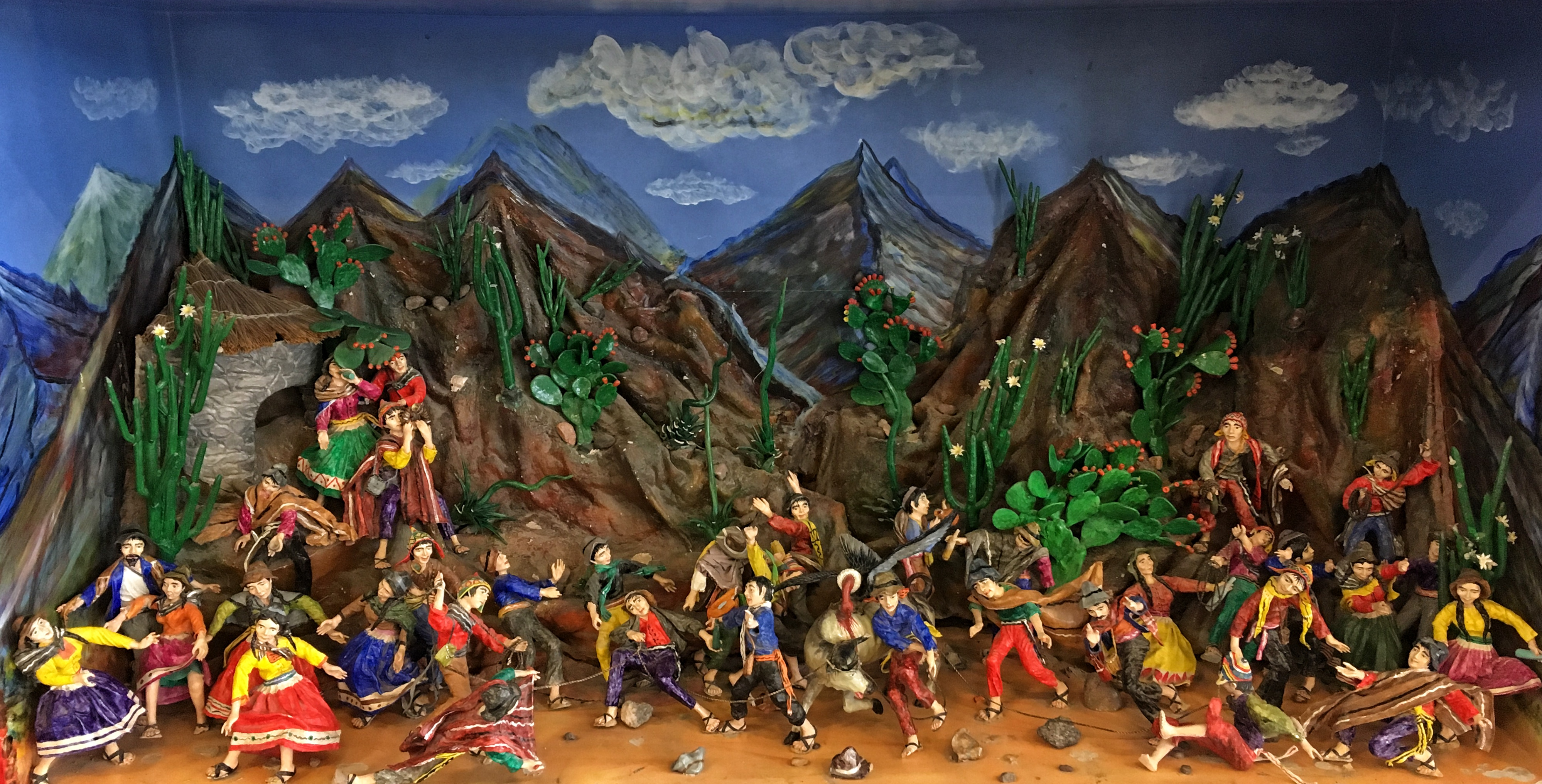
Yawar fiesta, vue d'ensemble d'un retable à Ayacucho (Pérou).

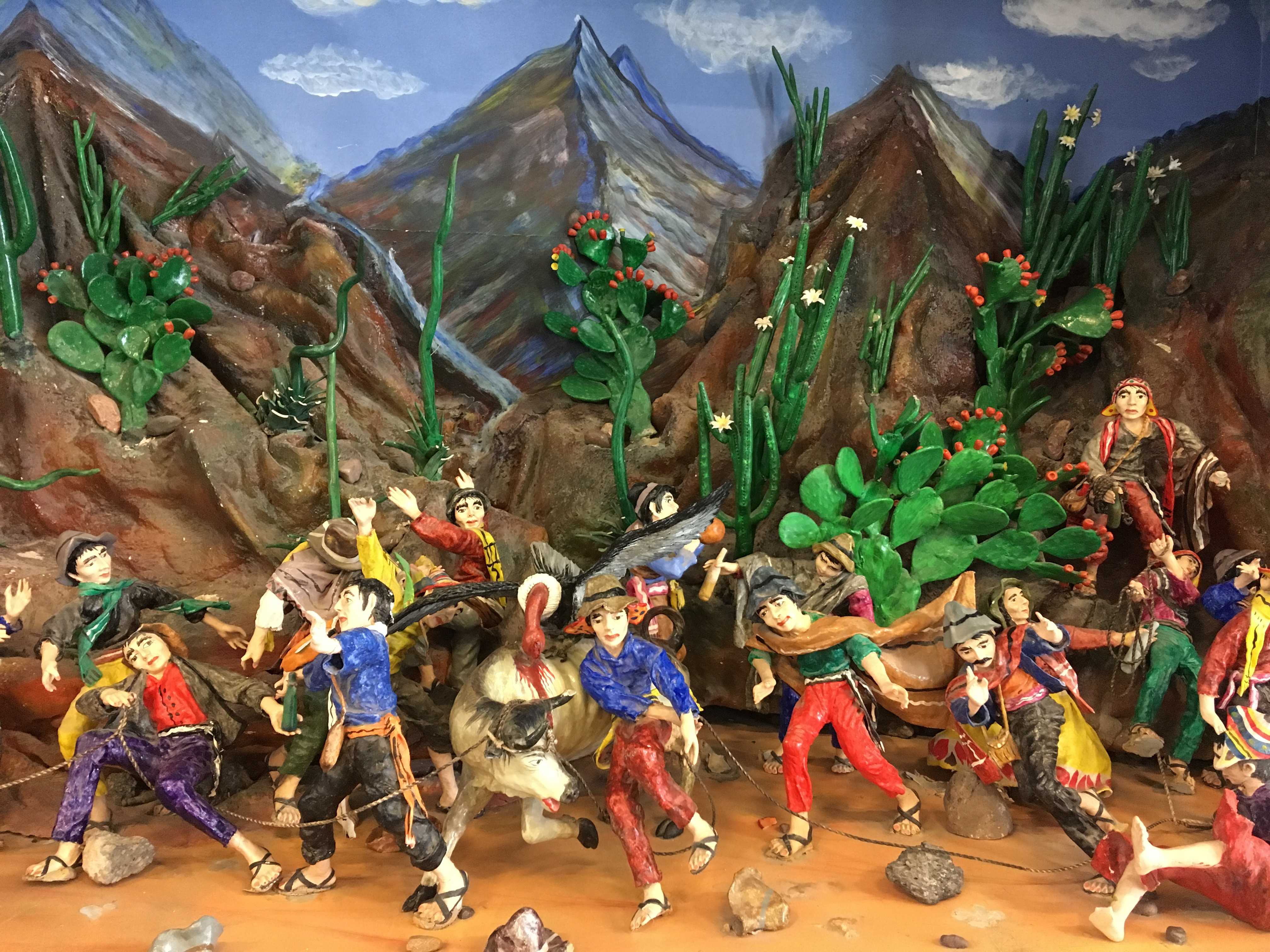
Yawar fiesta, le même retable à Ayacucho (détail).

Ce caractère exceptionnel voire unique du condor, champion du monde des voiliers planeurs, explique la puissance et la majesté de son vol, particulièrement lorsqu’il croise en spirale ascendante à la recherche de carcasses toujours plus loin. Ceci explique aussi qu’il a toujours été révéré par les peuples andins précolombiens ; notamment il était le symbole de la puissance de l’Inca suprême et donc celui de son retour (voir ci-dessous). D’ailleurs, durant la période coloniale, et jusqu’à une époque récente, le condor symbolise la revanche des Indiens sur le pouvoir espagnol : ainsi un rite explicite de ce point de vue, la Yáwar fiesta (es) (ou « fête du sang » dans la culture des Chancas), met en scène le combat du condor, représentant des Indiens andins, contre un taureau qui symbolise quant à lui l'espagnol et le conquistador. Ce combat rituel est présent surtout dans les régions sud-péruviennes d’Apurímac et d’ Ayacucho. (Voir la section Culture et croyance de l’article consacré au Condor des Andes). Sur ce sujet, José María Arguedas a écrit un saisissant roman éponyme : Yawar fiesta, qui raconte les préparatifs et suggère le sens profond de cette fête populaire. La Yawar fiesta prend la forme cette fois d’une sorte de fête taurine « sauvage » (sans le condor, même si la forme canonique avec le condor y est évoquée) qui présente de manière épique « l'affrontement symbolique  entre les populations autochtones amérindiennes et le groupe des notables (colons et grands propriétaires blancs, appelés les "mistis"), entre la sierra [=montagne] indienne et la côte créole et "blanche", affrontement qui rejoue à sa façon le grand traumatisme et le choc civilisationnel que fut la "conquista" [=conquête], par une poignée d'aventuriers espagnols, du grand Empire inca au XVIe siècle », sur le mode d’une revanche des Indiens mettant enfin à bas la puissance du mythique taureau espagnol.
On trouve aussi le grand condor dessiné dans le site des géoglyphes de Nazca, aux côtés du colibri qui est le plus petit oiseau du monde, l’un et l’autre symboles importants, aux deux bouts de la chaîne de la vie (pollinisation et recyclage), pour la civilisation des Nazcas, culture pré incaïque (entre -200 et 600 ap.J-C). Il est d’ailleurs aujourd’hui un symbole national pour la Bolivie, le Pérou, l'Argentine, le Chili, la Colombie et l’Équateur (c’est-à-dire l’ensemble des pays de la Cordillère des Andes qui représente son aire de répartition), et joue un rôle important dans le folklore et la mythologie des régions andines.

Vues aériennes des géoglyphes de Nazca
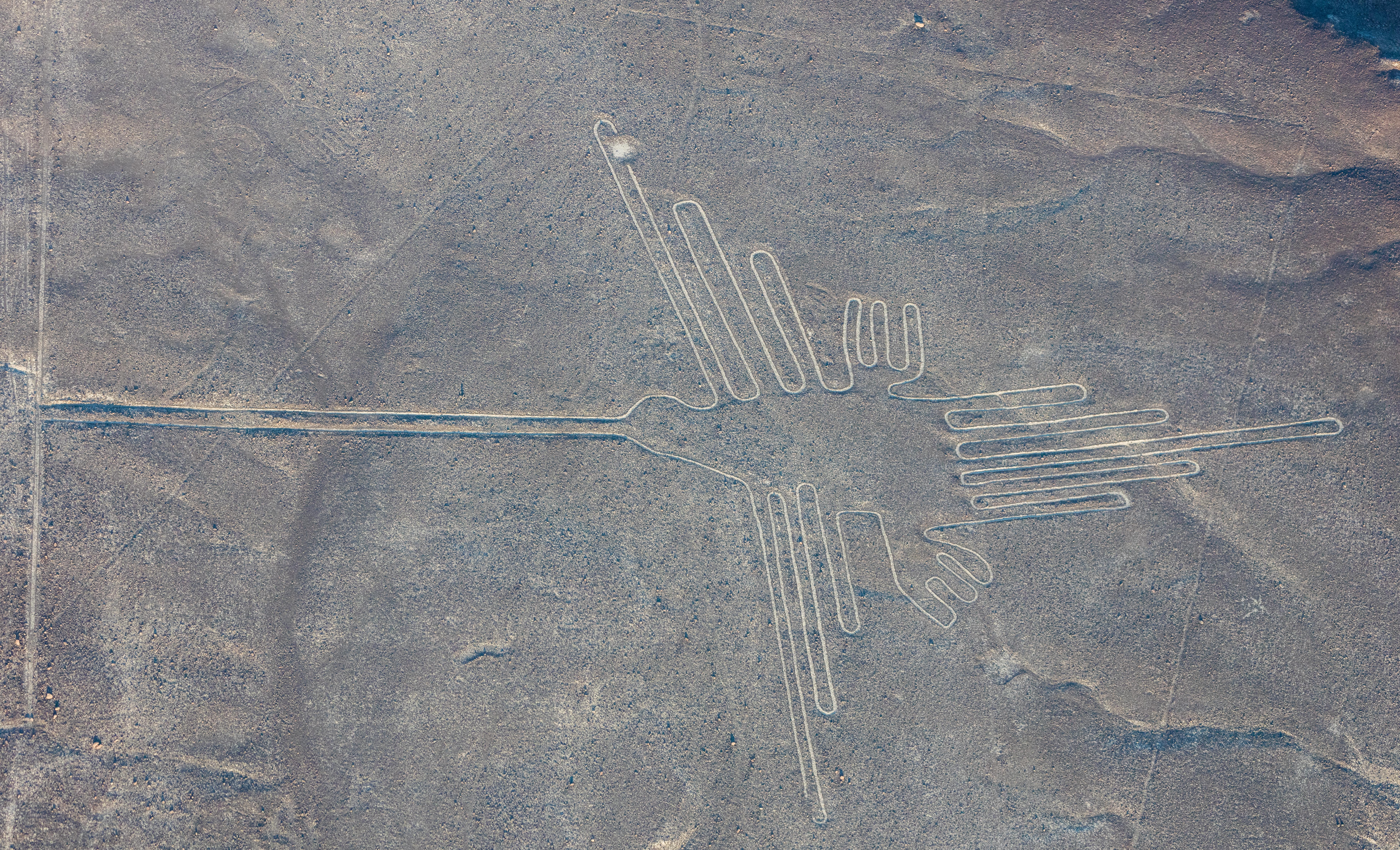
Le colibri (50 m de long).
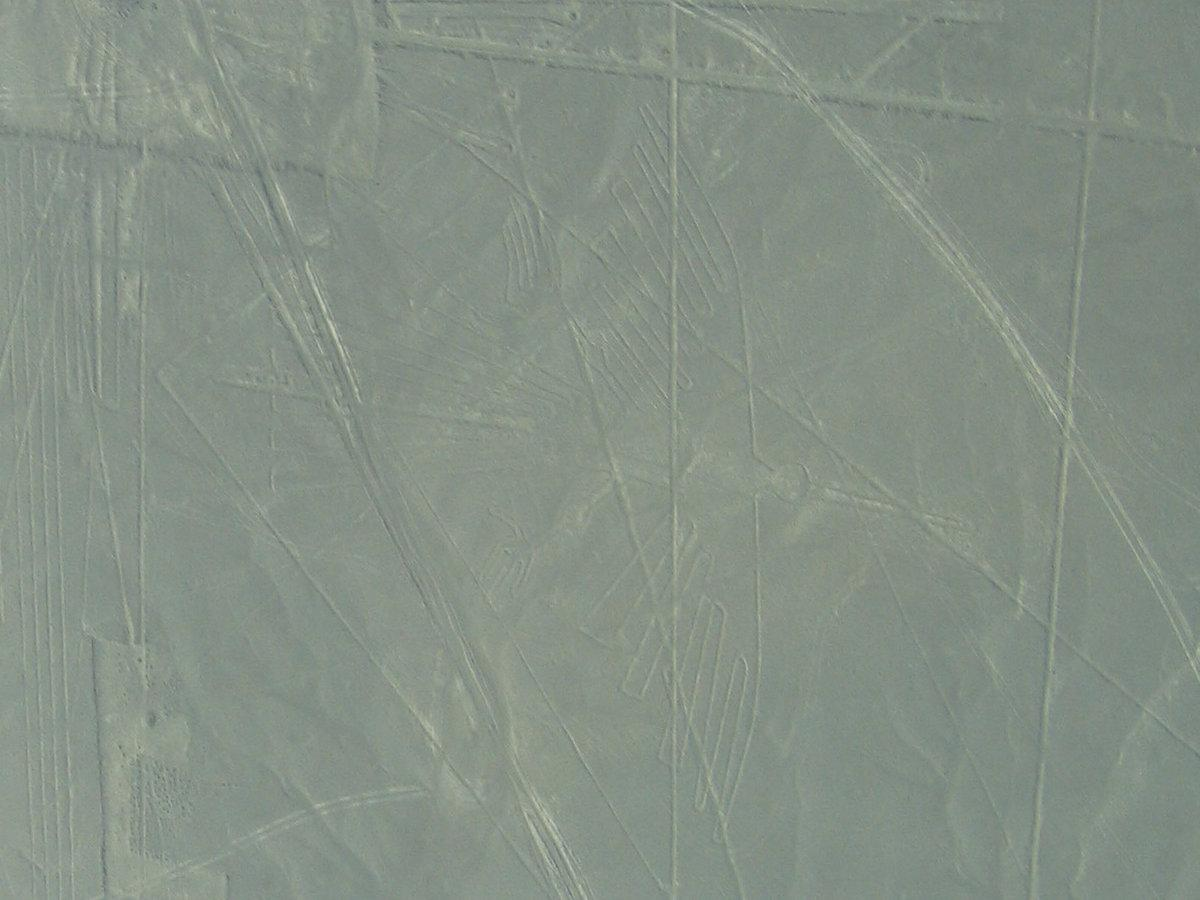
Le condor (134 m de long).
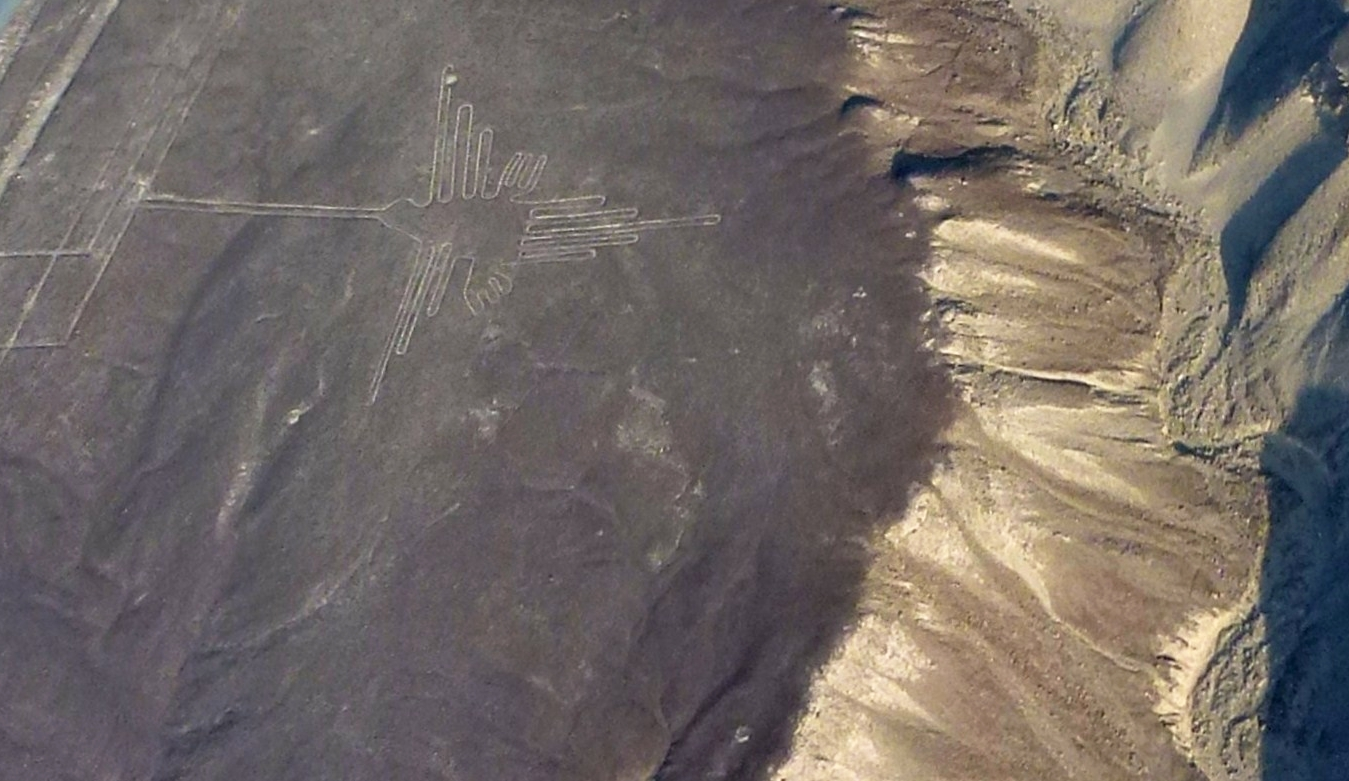
colibri (autre point de vue).

Enfin, la hauteur extraordinaire de son vol suivant les courants ascendants (5 000 m, et jusqu’à 6 000 m) confère au grand condor la caractéristique de parfois disparaître à l’œil nu dans l’azur même par temps parfaitement clair, ce qui faisait de lui pour les autochtones un intercesseur entre le ciel et la terre. Pour compléter son rôle de « messager de transcendance », selon les incas (héritiers des autres civilisations andines pré incaïques), qui étaient tout à fait informés du rôle crucial que le condor joue dans le recyclage de la matière vivante, il était réputé accompagner les âmes des morts dans leur ultime voyage, ce qui explique qu’ils déposaient parfois les momies des défunts prestigieux dans les niches à flanc de paroi servant d’aire de nidification au condor lorsque celles-ci étaient abandonnées.

#### L’archétype du condor dans la cosmogonie inca

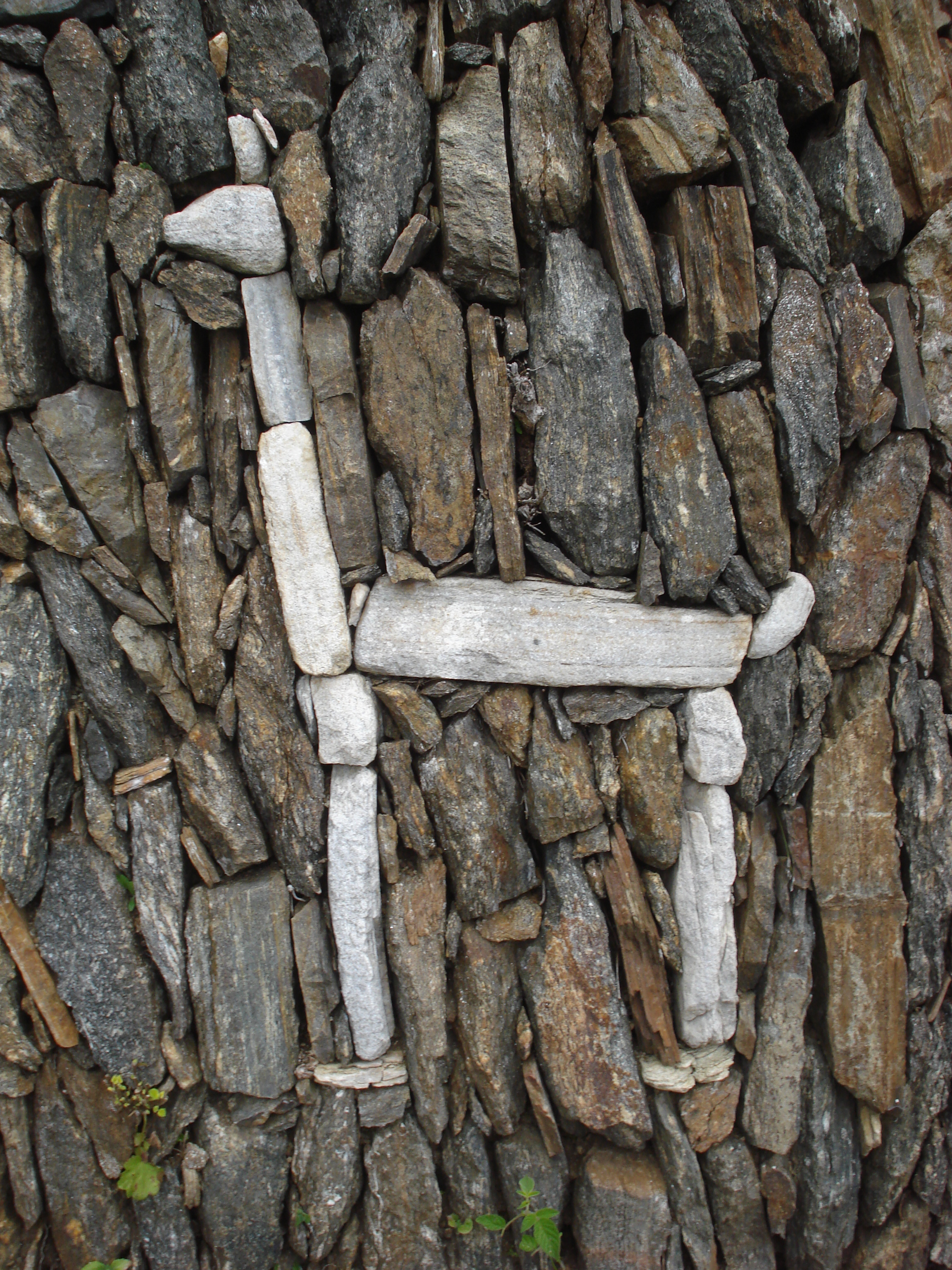
Lama en "mosaïque" de pierres blanches insérées dans une paroi du site de Choquequirao.

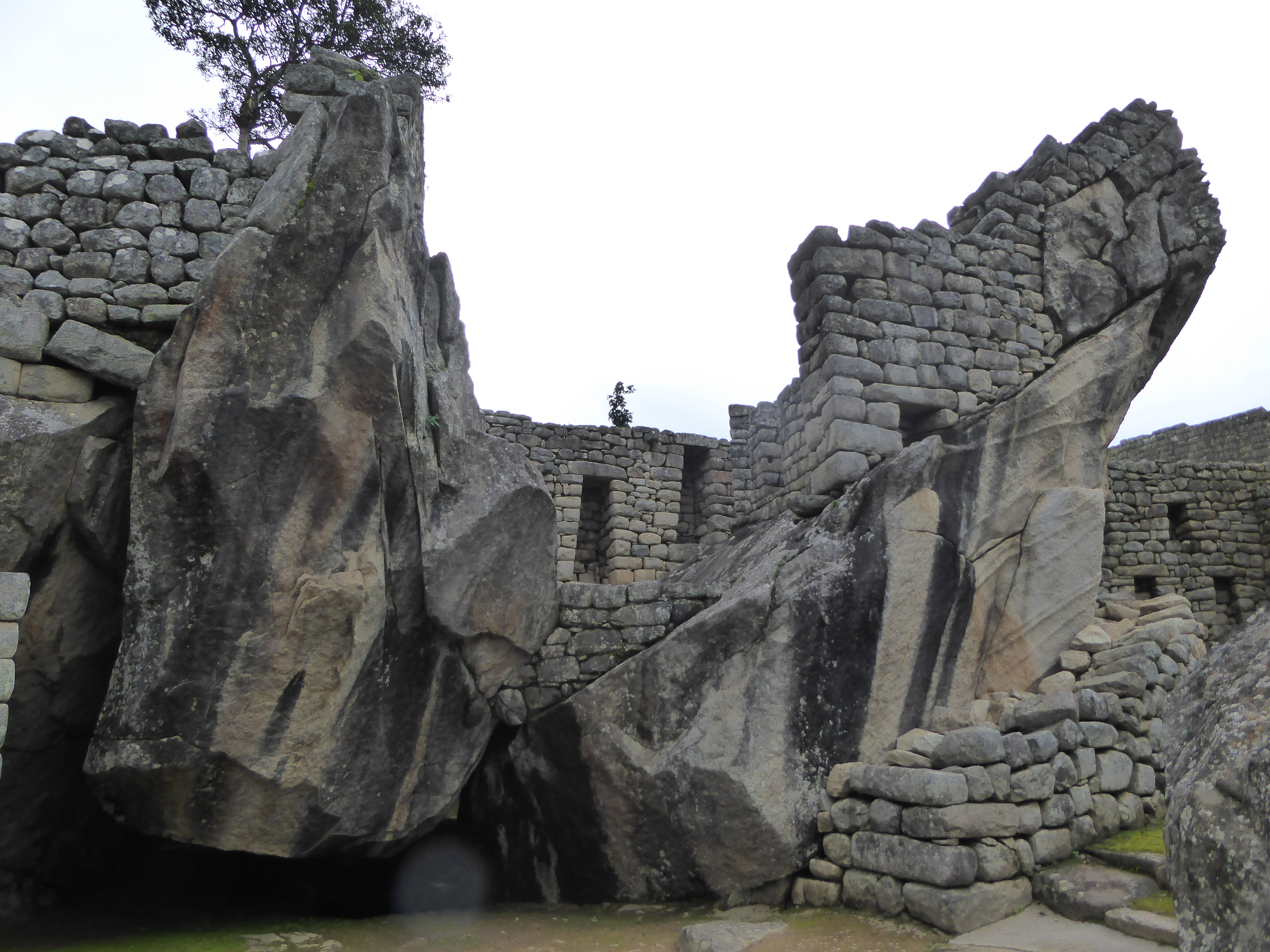
Le "Temple du Condor" au Machu Picchu : les sculpteurs incas ont à peine retouché un rocher monolithique qui avait naturellement la forme d'un condor déployant ses ailes au moment de son envol. Celui-ci a un statut de huaca (objet ou élément naturel sacré).

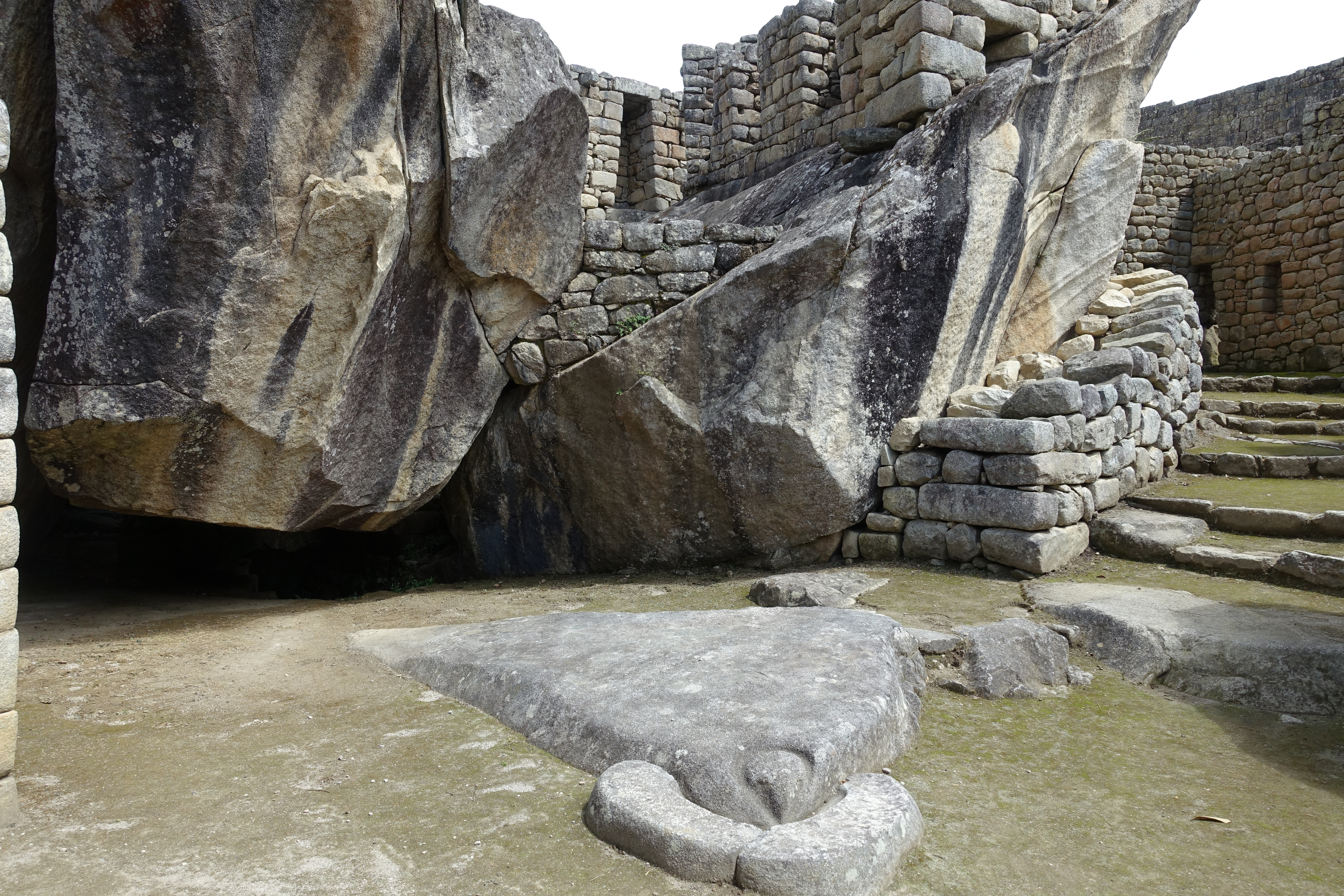
Toujours le "Temple du Condor" au Machu Picchu (détail). On voit la roche affleurante qui a été elle aussi sculptée (avec la tête et la collerette de l'animal à l'avant-plan) pour aménager une sorte d'"autel du Condor".

Le condor était donc un des animaux sacrés des Incas, et même selon eux l’un des trois archétypes ou esprits-animaux totems avec le puma et le serpent. Le lama aussi était sacré, comme en témoignent les fresques en mosaïques où il apparaît en grandeur nature dans les ruines de Choquequirao, la « cité-sœur du Machu Picchu », mais pas avec le même statut : sur le plan religieux le lama était plutôt utilisé pour les sacrifices et la divination, notamment ses poumons, (en plus de son utilisation domestique comme animal de bât, et pour sa laine).
En accord avec la cosmovision andine des civilisations pré incaïques, symbolisée par les trois « marches » de la croix carrée andine ou Chacana, la cosmogonie inca admettait trois niveaux de réalité ou pacha : en langue Quechua et aussi en Aymara, pacha signifie à la fois temps et espace, et même continuum spatio-temporel, soit la réalité-cadre de l’expérience du monde sensible, et dans son acception courante : le monde en général, comme dans Pachamama (la Terre-Mère) ; ou, plutôt qu'un monde unique, le Pacha, en tant que concept cosmologique, énonce la division même du monde en trois niveaux qui s'interpénètrent relativement.
Chacun de ces trois mondes est symbolisé par un animal archétypal :
- le monde d’en haut réparti entre Haqay Pacha[N 5] (l’Au-delà ou monde de Viracocha, des dieux et des esprits) et Hanan Pacha (en Quechua) ou Alaxpacha (en Aymara[N 6]), le monde d’en haut visible : soit le ciel, siège des astres et des constellations, demeure d’Inti le Père-Soleil et de Mama Quilla, sa sœur-épouse, déesse de la Lune. L’archétype ou esprit-animal-totem sacré du monde d’en haut est justement le condor, qui faisait le lien entre le monde des vivants et le divin[7].
- Le monde d’ici-bas, ou monde du milieu est le Kay (ou Kai) Pacha (en Quechua) ou Akapacha (en Aymara[N 6]), monde des vivants que se partagent à égalité les hommes, les animaux et les plantes, qui est souvent affecté comme terrain de l’affrontement entre Hanan Pacha et Uku Pacha. L’archétype ou esprit-animal-totem sacré du monde d’ici-bas est le puma, dont la forme stylisée donne d’ailleurs son plan à l’antique capitale du Tawantinsuyu (l’Empire Inca des « quatre quartiers »), El Cuzco (voir la section : La fondation du Cuzco et l'origine des Incas de l'article l'Empire inca).
- L’inframonde enfin est l’Uku Pacha, parfois écrit : Uqhu Pacha, ou parfois nommé autrement Urin Pacha, (les trois en Quechua), ou bien Manqhapacha ou Manqhipacha (en Aymara[N 6]). Celui-ci est associé à la mort, mais aussi à la vie nouvelle à naître[16] : en tant que royaume de la vie future, de ce qui n’est pas encore né et qui attend son heure dans le ventre de la terre, Uku Pacha est associé à la fructification, aux moissons, à la Pachamama (la Terre-mère équivalant à une déesse de la fertilité)[17]. En tant que royaume des morts et monde souterrain, l’Uku Pacha est associé aux esprits des morts, mais aussi à Supay, le roi d’un groupe de démons (nommés eux aussi les supay) qui peuvent tourmenter les vivants[17]. L’archétype ou esprit-animal-totem sacré de l’inframonde est le serpent ailé géant nommé Amaru, divinité aymara parfois aussi appelée Katari, totem chez les incas de la connaissance et de la sagesse. Celui-ci n'est évidemment pas sans rappeler Quetzalcóatl, le "serpent à plume" en nahuatl, qui est l'une des divinités principales du panthéon des civilisations précolombiennes de Mésoamérique.

#### Symbolique tirée de cette cosmovision andine
Cette division de l’univers entre trois niveaux de réalité répondant chacun d’archétypes différents et complémentaires se répercute dans d’autres domaines que la cosmogonie et est susceptible d’interprétations qui lui confèrent une validité et un sens dans les champs psychologique, thérapeutique et social, dès l’époque incaïque et encore aujourd’hui dans la spiritualité New-Age, les techniques thérapeutiques paramédicales et le domaine du développement personnel,,.

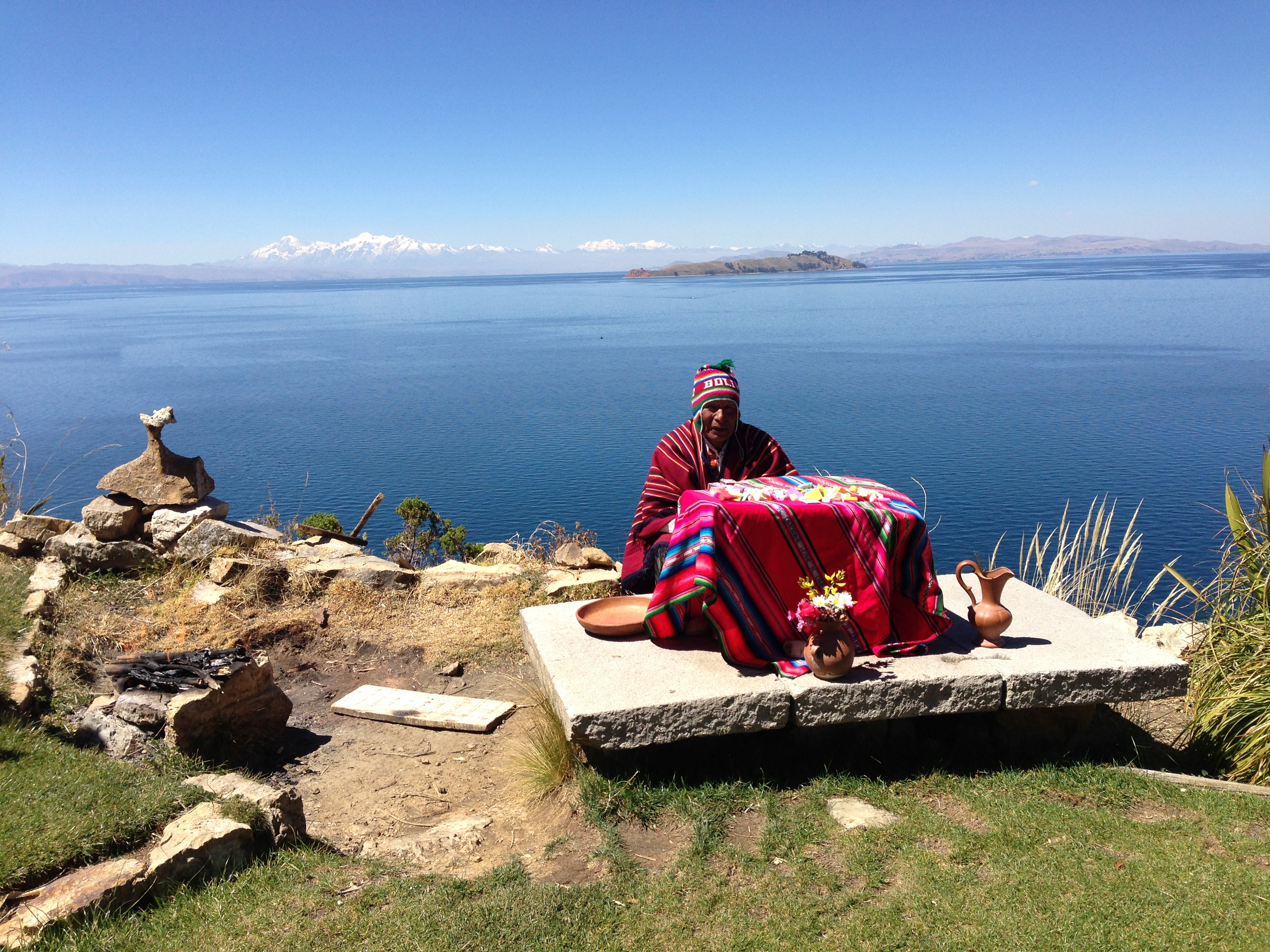
Cérémonie de bénédiction du Kallawaya (homme-médecine traditionnel) sur la Isla del Sol, autel de l'ère Tiwanaku [complexe Inta Wata, Comunidad Yumani, Isla del Sol, Lac Titicaca, Province de Manco Kapac, Département de La Paz (Bolivie)], 19 août 2013.

On peut trouver un écho de cette cosmovision andine dans l’exercice de la médecine ancestrale des Kallawaya, groupe ethnique établi dans la région montagneuse de la Province de Bautista Saavedra au nord de La Paz (Bolivie) et spécialisés comme médecins traditionnels itinérants. À cette pratique « sont attachés divers rites et cérémonies [chamaniques] constituant le fondement de l’économie locale. La cosmovision andine de la culture des Kallawaya recouvre un ensemble cohérent de mythes, de rituels, de valeurs et d’expressions artistiques (…) ainsi qu’une intelligence extraordinaire de la pharmacopée animale, minérale et botanique ». Cette connaissance et les aspects culturels de cette cosmovision andine des Kallawaya ont d’ailleurs été inscrits en 2008 au patrimoine culturel immatériel de l’humanité de l'UNESCO. Cette survivance encore assez dynamique de pratiques ancestrales aux racines éminemment précolombiennes témoigne d’une vision du monde ayant su maintenir un contact étroit, « intime », avec les forces de la nature.

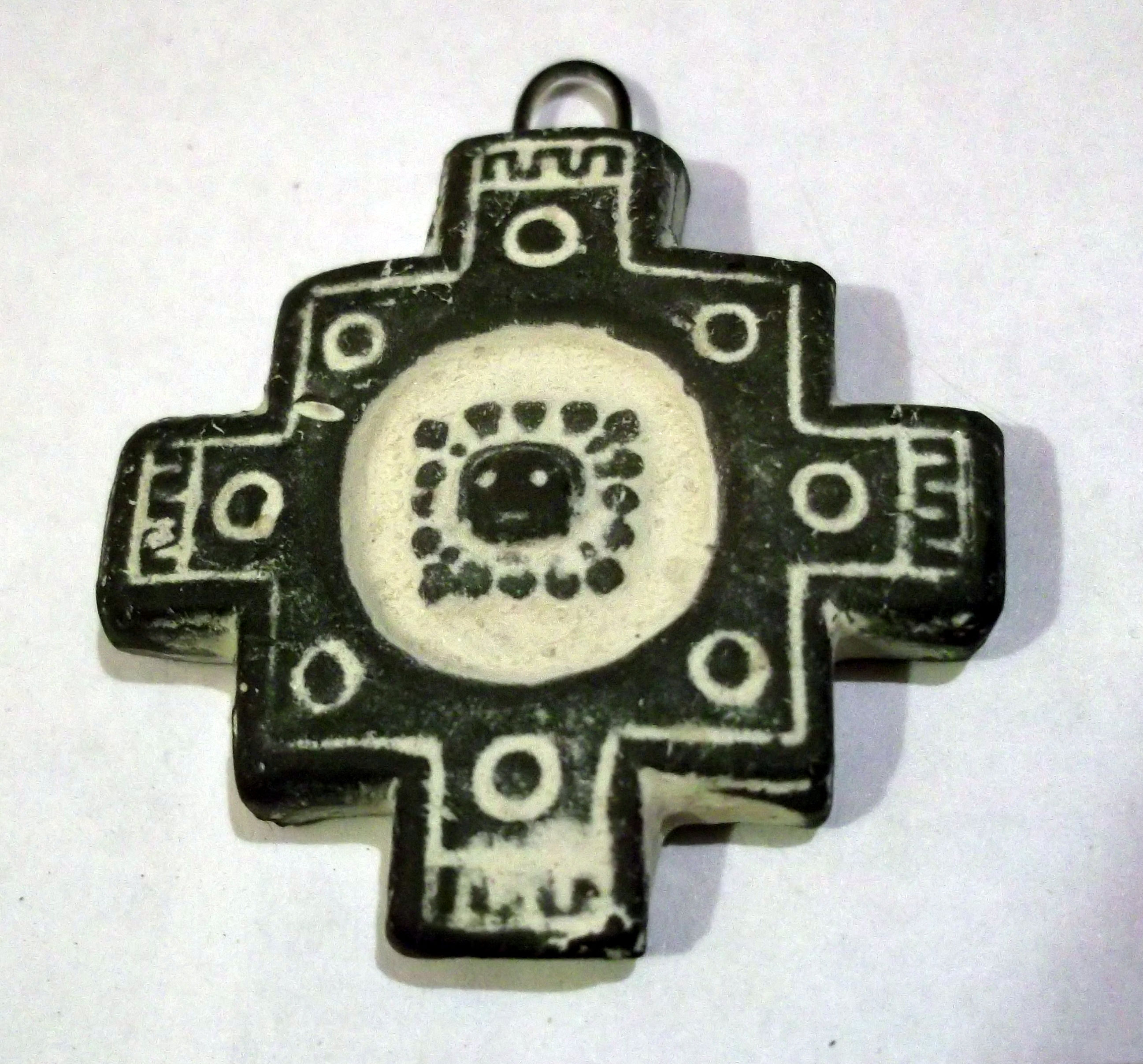
Chacana ou croix carré andine, ici en provenance de la Province de Jujuy (extrême Noroeste [nord-ouest] des Andes argentines). Au centre on reconnaîtra une représentation d'Inti le dieu solaire, peut-être assimilé à Viracocha le dieu créateur inca, ici avec une tête de puma ou de jaguar, entourée d'une couronne de rayons solaires. Celle-ci se rapproche aussi de la tête du personnage connu sous le nom de "señor de los báculos" [seigneur des bâtons] qui est au centre du bas-relief supérieur de la Porte du Soleil de Tiwanaku. Celui-ci a servi de modèle à Hergé pour sa représentation du dieu Viracocha dans son album Le Temple du Soleil.

Mais ces différents niveaux de réalité n’étaient pas pour les andins seulement des « lieux » mythologiques (le Ciel, la Terre et Sous Terre), ils étaient, ils sont aussi des « instances » à la fois psychologiques, symboliques et métaphysiques. Ainsi, cette cosmovision andine a aussi reçu un accueil et des interprétations diverses en France et en Europe, autour des thématiques du développement personnel et des nouvelles "pratiques thérapeutiques" inspirées des traditions revisitées, par exemple :
- l’archétype du Condor, sur la plus haute « marche » de la Chacana (croix andine), pour Nicolas Goronflot[13], du collectif « terra andina Ecuador », et pour Claire Jozan-Meisel[7] (« Luna Femina » et « Naître femme »), « représente notre capacité à communiquer avec les cieux »[13] et avec la dimension spirituelle de l’univers : « situé dans la tête, il symbolise le supra-conscient, (…), le pouvoir cosmique, l’univers astral, le pouvoir de l’esprit (…) de se retrouver seul face à soi-même pour trouver son "maître intérieur" »[7]. En lien avec la sagesse du grand âge (d’ailleurs le condor a une longévité exceptionnelle dans le monde des oiseaux[N 8]), il est Yachay, l’esprit et la sagesse, « la compréhension au-delà de l’intellect »[13].
- L’archétype du Puma, sur la deuxième « marche » de la Chacana, « représente notre capacité à vaincre nos peurs »[13] : situé dans le cœur, en lien avec la Pachamama, il symbolise le monde du milieu, de l’incarnation, du conscient ; il est en nous le relai de la force de la nature : animal puissant, rapide et agile, il stimule notre force d’agir, de se prendre en charge, de faire face à l’imprévu, notre force de persuasion ; « en référence à l’âge adulte, à l’intelligence et à l’agilité sur tous les plans »[7], il est à la fois l’intellect et le courage. Il est aussi Munay, « Amour Inconditionnel »[13], force du désir, élan vital.
- L’archétype du Serpent, sur la troisième « marche » de la Chacana, « représente notre capacité à nous guérir »[13], soit notre capacité de régénérescence. Ce raisonnement par analogie biomimétique, comme un anthropomorphisme "inversé" ou une identification "rétro projective", est probablement construit en lien avec le phénomène de la mue, et avec la transmutation possible de la puissance de son venin en vue d'une utilisation pharmaceutique (rappelons la présence du serpent dans les symboles occidentaux issus de la mythologie grecque : le caducée, attribut d'Hermès, le bâton d'Asclépios et la coupe d'Hygie, emblèmes respectifs des médecins et des pharmaciens). Situé à la base de la colonne vertébrale, le serpent archétypal des Andes est la force lovée dans les soubassements qui remonte le long de la colonne « au fur et à mesure de l’élévation spirituelle, activant les centres énergétiques du corps et de l’esprit, ouvrant de nouvelles dimensions et de nouveaux niveaux de conscience, de santé et de créativité. (…) Relié à la forêt amazonienne, il représente l’enfance, le début de la vie car le serpent vient du monde souterrain où commence la vie selon la tradition inca »[7]. Il symbolise « le premier niveau de conscience de l’être humain, le subconscient »[7], la force de l’inconscient dans la créativité pour le renouveau. Il est à la fois « intuition, sagesse à l’écoute du monde intérieur »[7] et aussi Llankay « le travail pour la maîtrise du corps physique »[13].

#### Connexions entre les mondes

##### La nature
Bien que ces trois différents mondes fussent distincts, voire séparés, il y avait un certain nombre de connexions, de possibilités de passage ou de communication entre eux. Par exemple, pour les andins, les grottes, les gouffres et les sources peuvent créer un contact entre l’inframonde (Uqhu Pacha) et le monde du milieu (Kay pacha), notre monde des vivants. Les arcs-en-ciel et les éclairs servent de voie de communication entre le monde d’en haut (Hanan pacha) et Kay pacha ; de même bien sûr que le condor, intercesseur comme on l’a dit entre le ciel et la terre pour les raisons évoquées plus haut. De plus, l’esprit des morts peut habiter dans l’un des trois niveaux "au choix" : quelques-uns peuvent rester dans le Kay Pacha pour parachever leur œuvre sur terre, tant qu’elle n’est pas terminée, quand d’autres peuvent circuler d’un niveau à l’autre.

##### La musique

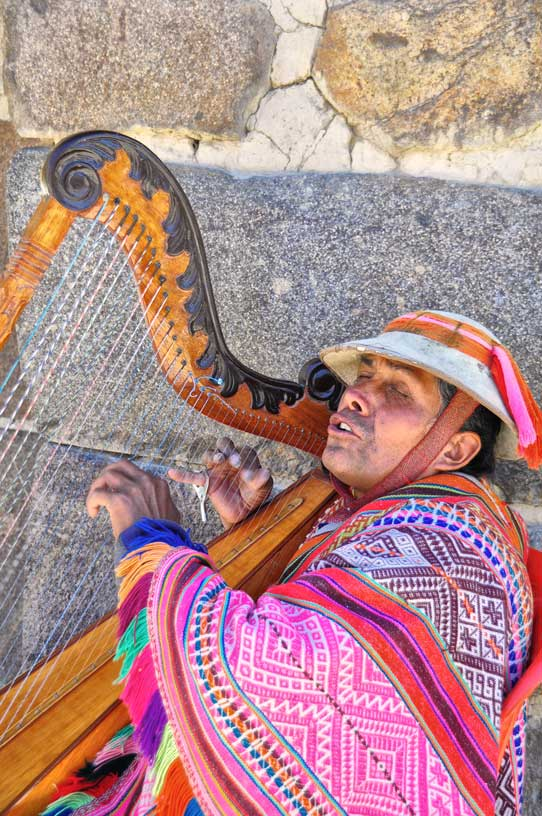
Joueur de harpe indienne ou arpa andina à Ollantaytambo au Pérou.

Enfin on peut remarquer que dans la cosmovision andine la musique peut aussi jouer un rôle de reconnexion entre les mondes, de mise en cohérence vibratoire de l’univers à tous ses niveaux, de communication avec le divin (Haqay et Hanan Pacha), avec la nature profonde (Kay Pacha) et avec l’esprit des morts (Urin Pacha) de par les dimensions mystique et cosmique (holistique), dans une perspective animiste[source insuffisante], qui sont conférées aux instruments de musique, et notamment :
La harpe des Andes dans plusieurs passages du roman Diamants et silex de José María Arguedas, mais bien sûr aussi la Kena, la flûte qui porte désormais le thème d'El cóndor pasa, instrument sacré pour les incas (voir ci-dessous).
Pour illustrer la dimension cosmique et mystique de la Kena dans la cosmovision andine, on pourra lire un extrait d’un autre roman d’Arguedas déjà évoqué : Yawar fiesta, particulièrement la fin du chapitre 2. On pourra lire aussi le beau poème en espagnol de Luz Ángeles, cité par le kéniste Edgar Espinoza sur son site, et intitulé La mística de la quena [La mystique de la kena]. De même, la Kena est assimilée au souffle de vie primordial et au chant amoureux, vecteur de désir et d’élan vital, comme le dit Nicole Fourtané dans son article du numéro 19 de la revue América (les Cahiers du CRICCAL), Année 1997, p. 206 :

« Soulignons au passage, […] que la quena, toujours jouée [traditionnellement] par des hommes [ce n’est plus le cas aujourd’hui, voir l'article consacré à la quena, NDLR], est perçue dans la culture andine comme un symbole de vie et qu’elle est le moyen privilégié par lequel l’amoureux exprime son amour à celle qu’il veut prendre pour femme. »

Ainsi que le souligne Max Calloapaza Ortega, « dans l’univers quechua, la croyance en l’"âme" ou l’"esprit" des instruments de musique est fréquente » (et encore répandue aujourd’hui). Et il cite en appui les conclusions d’Arturo Jiménez Borja [traduit de l'espagnol]: 

« Les instruments de musique dans le Pérou antique, et avec eux toutes les choses qui entourent l’homme, étaient ressentis comme quelque chose de vivant [et d’interactif, voire performatif, NdT]. Leur pouvoir [quasi magique, au sens anthropologique que lui donne Lévi-Strauss, NdT] ne résidait pas tant dans le genre de matériaux dont ils étaient faits, ni dans leur forme ni leur couleur, mais bien plutôt dans leur voix. L’instrument était imprégné de quelque mystère à l’envoûtement duquel ne résistaient ni les hommes, ni les bêtes. »

Mais la Kena peut servir aussi de lien avec l’esprit des morts (dans le monde d’en bas Urin Pacha) comme le suggère le même kéniste Edgar Espinoza : « Quena es la voz de espíritus ancestrales, que se mezcla al soplo de vida, pasión y ternura » [La Kena est la voix d’esprits ancestraux, qui se mêle au souffle de vie, passion et tendresse].

##### La légende du«Manchay Puitu»
Un autre témoignage du statut de vecteur de transcendance, quasi "spirite", conféré à la Kena est une légende andine du XVIIIe siècle, la légende du Manchay Puitu (es) (en quechua « la Caverne ténébreuse », « le Monde de l’obscur ») : un jeune indien de Chayanta (département de Potosí, Bolivie), devenu prêtre catholique, tombe amoureux fou dans l’exercice de son sacerdoce d’une jeune indienne, et il est aimé d’elle. Mais ils sont séparés car il est envoyé en mission à Lima, et en son absence sa bien-aimée désespérée est rejetée, harcelée et persécutée par les gens au point d’en mourir. À son retour tardif, fou de douleur et d’amour, le jeune prêtre erre dans les rues, pleure infiniment sur sa tombe, puis creuse sa tombe pour la retrouver, pour s’allonger près d’elle et mourir, mais finalement il reprend la vieille tradition précolombienne qui consistait à prélever sur le squelette le tibia (ou le fémur) d’un ancêtre afin d’y tailler une Kena pour lui rendre hommage en lui donnant une deuxième vie musicale en quelque sorte. Il cherche par ce biais à communiquer avec elle par-delà la mort, en chantant sa douleur et en lui faisant entendre la plainte de cette flûte issue de son propre corps, jouée d’une manière originale à l’intérieur d’une grande jarre contenant un peu d’eau, ce qui lui donne un son particulièrement doux, déchirant et caverneux, résonnant étrangement, « avec des effets sonores très curieux, proches de ceux qui se produisent avec les tambours d’eau », et réputée ainsi audible par les morts qu’on a aimés.

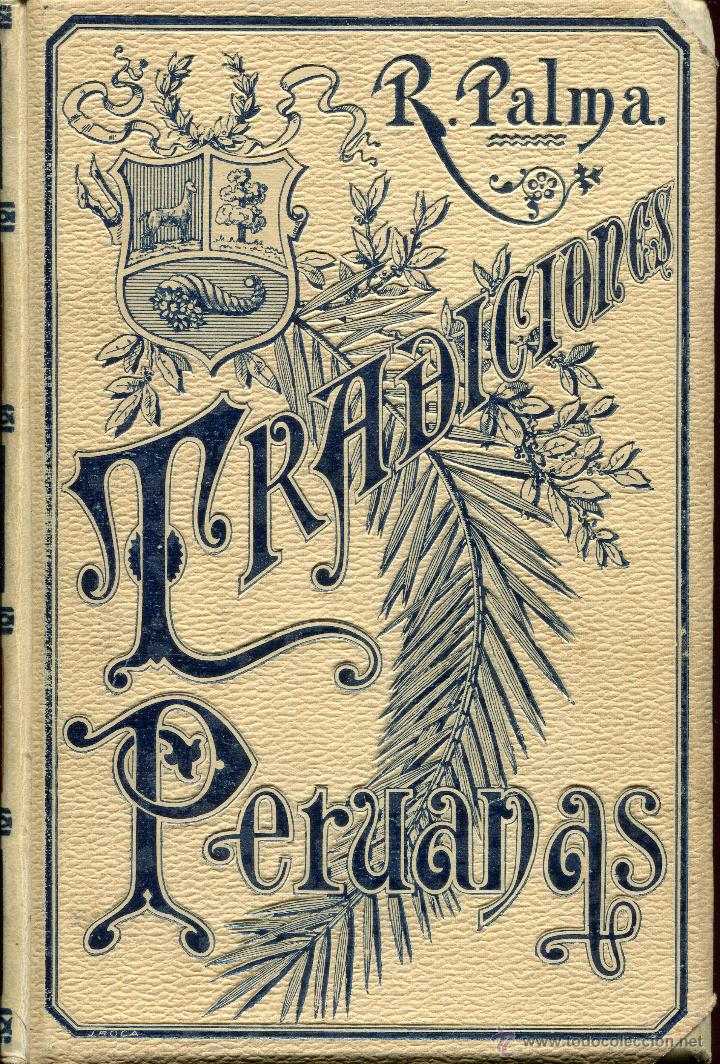
Tradiciones peruanas [traditions péruviennes], édition de 1893, œuvre de Ricardo Palma où l'on trouve une version de la légende du Manchay Puitu.

Ce jeu "aquatique" et funèbre de la Kena à l’intérieur d’une jarre était là encore une pratique traditionnelle d’origine précolombienne. Le jeune prêtre finit par mourir de chagrin, et on brûle tous ses effets personnels, objets de scandale. Mais certains de ses amis « avaient retenu par cœur son poème et sa musique qui par la suite se diffusèrent dans la Province de Charcas », région potosina du sud de la Bolivie.
L’Église catholique a frappé d’excommunication majeure (on disait « fulminé »), prononcée par l’Archevêque majeur de La Plata, cette tradition précolombienne comme pratique démoniaque, et elle a aujourd’hui officiellement disparu ; quoique, selon Paco Jiménez, ce « trésor de la culture » se soit maintenu jusqu’à nos jours de façon occulte. Cette légende a comme on l’a vu donné lieu à un poème en quechua reprenant la plainte et les angoisses du jeune homme, et à plusieurs yaravíes (chansons ou airs tristes, en quechua) joués sur le manchay-puitu (car le mot sert aussi à nommer l’instrument composé de cette Kena en os et de cette jarre où des trous ont été percés permettant d’y passer les mains pour jouer de la flûte à l’intérieur ; on appelle aussi manchay-puitu les morceaux élégiaques qu’on y joue).
Outre les références déjà citées, on trouvera une version de cette légende rapportée par le grand écrivain péruvien Ricardo Palma, dans son œuvre majeure : Tradiciones Peruanas [Traditions péruviennes]. Dans l'article consacré à cette œuvre dans le Wikipédia en espagnol : Tradiciones peruanas (es), on trouvera des liens permettant de lire en espagnol le texte intégral de cette version de la légende. Enfin, on lira avec profit l'article en français de Nicole Fourtané sur « La légende du "Manchay-Puito", creuset de traditions complexes », extrait du numéro 19 de la revue América déjà cité : elle y propose une analyse historique et critique de l'influence de la légende et de l'instrument du Manchay-Puito sur le jeu "endeuillé" de la Kena, et de leurs résurgences dans la littérature et les contes populaires du XIXe siècle et du XXe siècle.

##### Le«Pachakuti»

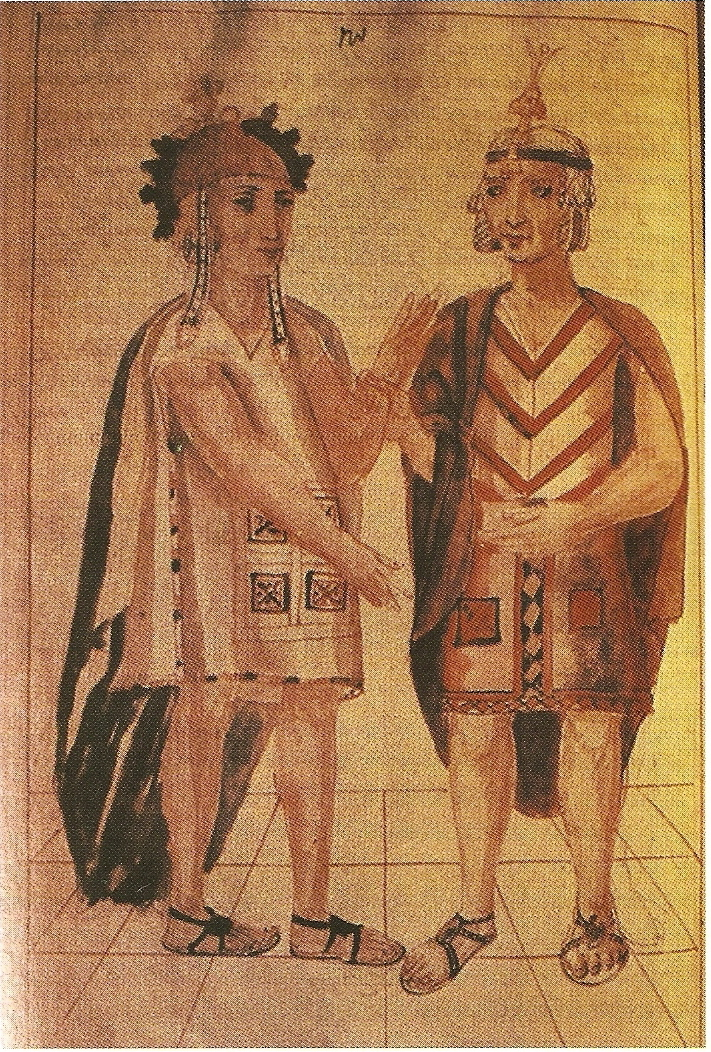
Pachacútec (Sapa Inca IX, à droite) et Túpac Yupanqui (Sapa Inca X, à gauche), celui de ses fils qui sera son successeur désigné comme le plus capable de ceindre la rouge, ou couronne impériale du Tawantinsuyu (dessin de, XVIe siècle, religieux mercenaire espagnol auteur d'une Histoire générale du Pérou, chronique illustrée qui relate l'histoire des Incas puis de la conquête espagnole.

Mais les connexions les plus significatives entre les trois mondes se produisent lors d’un Pachakuti (ou « grand renversement » cataclysmique, voir ci-dessous). Ce sont les moments où les différents niveaux de réalité entrent en collision l’un avec l’autre, entraînant un bouleversement total de l’ordre de l’univers. Ceci se produit lors d’un tremblement de terre, ou de tout autre événement cataclysmique.
Le Sapa Inca IX ou prince Cusi Yupanqui prit ce concept comme nouveau nom lors de son couronnement comme empereur, devenant Pachacuti Inca Yupanqui ou Pachacútec (le « Réformateur », ou même « Celui qui bouleverse l'ordre du monde » selon l'ethno-historienne et archéologue María Rostworowski, spécialiste du Pérou précolombien qui a écrit un ouvrage de référence sur ce grand Inca) : en effet, sa victoire inespérée sur les Chancas à Yahuar Pampa ouvrait selon lui une nouvelle ère historique ; son règne long, conquérant et prospère l’a amplement prouvé et a fait de cette victoire l’étincelle initiale et la concrétisation de la vocation impériale de l’état inca, qu’il a réorganisé administrativement et religieusement, et considérablement étendu avec les Incas suivants : son fils Túpac Yupanqui et son petit-fils Huayna Cápac.

#### La mélodie principale simule le vol du condor
On le verra, certains rattachent ce thème d'El cóndor pasa à la tragédie au XVIIIe siècle de la grande révolte indienne de Túpak-Amaru II, alias José Gabriel Condorcanqui : « nuestro querido Padre andino » (notre très cher Père des Andes), dont le patronyme semble faire coïncidence.
La phrase mélodique principale, majestueuse et nostalgique, qui se hisse par degrés jusqu’à la cime pour s’effondrer brutalement, visualise bien le vol puissant et lourd du grand Cóndor qui surfe paisiblement sur les courants ascendants et s’élève peu à peu pour fondre en piqué rapide sur sa proie (ou sur la dépouille qu’il a repérée). De même, elle représente bien l’allégorie de la révolte indienne dont le feu couvait sous la cendre, puis qui vole de succès en succès, allant jusqu’à menacer de reprendre aux Espagnols le Cuzco (ou Qusqu : le "nombril", capitale historique du Tawantinsuyu, l’empire inca des « quatre quartiers »), avant d’être trahie et sauvagement réprimée,,…
Mais, de même que le grand Cóndor passe et s’en va (sens littéral d'El cóndor pasa) pour toujours revenir sur son aire de naissance ―qui sera aussi la nichée pour son couple (permanent et fidèle jusqu’à la mort incluse, car les condors sont très fidèles et ne se "remarient" pas après leur "veuvage") et pour son groupe (car le condor est sociable)―, de même l’Inca suprême, le Sapa Inca, est « passé » mais il reviendra libérer son peuple (quechua) du joug de l’argent et de ses oppresseurs, et restaurer pour l’humanité entière une vision du monde plus équilibrée écologiquement et socialement.

#### Le mythe du retour de l’Inca et l’identité culturelle

##### Inkarríet les figures messianiques / sacrificielles
Ce mythe du retour de l’Inca est encore présent dans les Andes, et a nourri les révoltes des autochtones pendant les siècles de domination coloniale, puis a servi les desseins des Libertadores (Libérateurs) pendant les guerres d’indépendance, comme aujourd’hui les revendications identitaires et communautaires amérindiennes. Comme le souligne Antoinette Molinié :

« Les Indiens disent souvent qu’un jour Inkarrí, le roi Inca reviendra rétablir son royaume. Il surgira probablement de l’obscurité mystérieuse de la forêt tropicale dans laquelle plonge la cordillère. Ce messianisme, qui prend certainement racine dans les prédications franciscaines de l’époque coloniale*, est toujours présent dans la vie politique péruvienne. *[Mais aussi dans les mythes précolombiens des héros civilisateurs, puis dans les révoltes indiennes du XVIIIe siècle, celles entre autres de Juan Santos Atahualpa et de José Gabriel Condorcanqui alias Túpac Amaru II. NDLR]. »

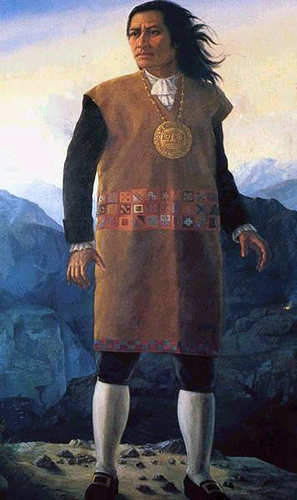
Portrait de Túpac Amaru II (vision d'artiste), « nuestro querido Padre andino » [notre très cher Père des Andes], chef de la plus grande révolte amérindienne du XVIIIe siècle.

En effet, on peut rappeler que les figures messianiques et sacrificielles, ayant prophétisé leur retour, sont nombreuses dans la cosmologie, la mythologie et l’histoire andines,. Ce paradigme messianique a d'ailleurs préparé l'avènement de la figure christique dans les Andes, les conquistadores l'ayant principalement apportée avec eux dans leur bagage idéologique. Ces figures messianiques sont d'abord mythologiques : par exemple et par excellence Viracocha, modèle du dieu créateur puis civilisateur, parti au loin vers l'ouest sur les flots après avoir promis son retour ; retour dont les Indiens ont pour leur malheur crédité les premiers conquistadores à partir d'une certaine ressemblance avec l'image mythique de Viracocha (voir à ce sujet l'article consacré à cette divinité). Ce modèle est réaffirmé dans la figure de Manco Capac (premier Inca mythique fondateur du Cuzco et des dynasties Incas), et repris par les Incas historiques au moment de leur exécution : d’abord Atahualpa, l’Inca XIII exécuté ou plutôt assassiné par Francisco Pizzaro, dont la dépouille, « à la fois momie et semence, », était réputée se « régénérer » spontanément à partir de sa tête, à l'intérieur de la terre, comme une entité chtonienne dans sa tombe tenue secrète, puis oubliée, jusqu'à nos jours (2012) où l'on fouille un nouveau site l'ayant peut-être abritée. Cette foi dans la régénérescence puis la résurrection d'Atahualpa donne corps si l'on peut dire au mythe composite d'Inkarrí (ou Inkarrey) déjà évoqué : ce nom est la contraction du mot quechua Inka (signifiant tout à la fois : -principe générateur et vital, -héros civilisateur, -nom de la classe dominante de l’empire et, sous le titre de Sapa Inca : -l’Inca Suprême ou souverain régnant dans sa capitale) et du terme espagnol de Rey (roi).

Ce personnage recueille toutes les potentialités divines, héroïques, messianiques, et la souveraineté de droit divin qui sont au carrefour de son étymologie, et aussi de l'histoire, ainsi que l'exprime Nicole Fourtané : 

« la figure d’Inkarrí correspond à cet archétype forgé par un peuple vaincu mais résistant culturellement en ré-élaborant les formes d’expression empruntées aussi à la culture dominante. »

 Cet archétype ressortit donc aussi bien à la cosmovision andine ancestrale du Pachakuti (le grand renversement, voir ci-dessous), qu'à la vision du monde chrétienne avec ses notions de résurrection de la chair, de Corps Mystique du Christ dont celui-ci est la tête justement, et dont le retour au jugement dernier nourrit l’espérance eschatologique.
Enfin on peut remémorer la prophétie de Túpac Amaru II, lequel se désignait lui-même d'ailleurs « Inka Rey del Perú », faisant ainsi explicitement référence au mythe d'Inkarrí dans sa dimension messianique (voir Messianisme de Túpac Amaru II), et aurait proclamé au moment de son exécution (à moins que ce ne soit Túpac Katari): « Ils ne tueront que moi seul..., mais demain je reviendrai et je serai alors des millions ».

##### LePachakuti(encore) et l’espérance
De même on peut donc évoquer à nouveau dans le même ordre d’idée le mythe ancien, dans la cosmologie des Andes précolombiennes et présent encore aujourd’hui, du Pachakuti (pacha kutiq) : ce mot d’origine aymara, qui existe aussi en quechua, formé de pacha (terre, monde, espace-temps) et cuti (action de retourner, par exemple la terre avec la chakitaqlla, la bêche andine), désigne symboliquement le grand bouleversement ou retournement cyclique de la société et du monde, et plus précisément le moment cataclysmique et de chaos qui, à la jonction des ères, sert de transition pour le passage d’un âge à l’autre, d’un ordre à un nouvel ordre inversé. Ce mythe du Pachakuti, qui a donné comme on l’a vu son surnom à l’Inca IX Pachacutec (le « réformateur »), participe aujourd’hui d’une vision vigoureusement critique des déséquilibres tant économiques qu’écologiques de notre monde actuel, comme de l’espérance d’un changement radical de l’ordre social, et d’un retour à la prospérité des peuples autochtones des Andes, en "réparation" du grand traumatisme civilisationnel qu’a provoqué la conquête espagnole.
C’est aussi de cette espérance que cet air d'El cóndor pasa est porteur ─ ce que montre bien l’allégresse de sa deuxième partie ─ et c’est ce qui en a fait un symbole ; de même que la Kena et les autres instruments autochtones, culturellement émancipateurs et marqueurs d’identité, qui ont été brûlés et interdits par les espagnols au nom de "l’extirpation des idolâtries", : « Les Constituciones sinodales de l’archevêché de Lima exigeaient la "suppression des danses, chants ou taquis anciens, et que tous les instruments de musique fussent brûlés" », dès le XVIe siècle et jusqu’au XVIIIe siècle. Puis les mêmes instruments, les mêmes musiques presque et les mêmes pratiques ont été plus tard censurés pour les mêmes raisons lors de la dictature du général Pinochet.

### La «musique Inca» et ses survivances sous le «palimpseste» du thème d'El cóndor pasa

#### Le parcours et les connaissances de Daniel Alomía Robles

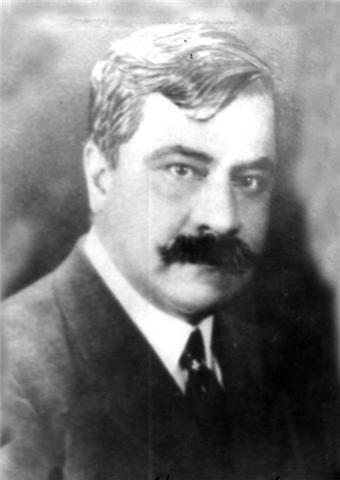
Daniel Alomía Robles (1871-1942), compositeur et ethnomusicologue péruvien.

Daniel Alomía Robles, le compositeur de la musique originale de la zarzuela El cóndor pasa, n’était pas seulement compositeur, médecin (études inachevées), mais aussi connaisseur en zoologie et botanique. Et surtout il était un ethnomusicologue érudit et aussi collecteur infatigable sur le terrain de thèmes ancestraux… et de plantes ! Comme le grand écrivain péruvien néo-indigéniste José María Arguedas l’avait fait pour les contes, mythes et légendes populaires (et aussi les paroles de Huaynos –chansons andines), Robles, arpentant les pays andins de fond en comble, a recueilli et resitué dans leur contexte (costumes, danses) plus de 650 mélodies dans les zones rurales les plus reculées du Pérou, qu’il avait réparties entre 336 thèmes dits "purs" (ou intacts ou ancestraux) et 319 thèmes dits "métis".
Il fit connaître ses travaux en 1910, et fut présenté à cette occasion par le père Alberto Villalba Muñoz à l’Université de San Marcos comme « le découvreur, à l’égal de Castro y Alviña, de la gamme pentaphonique des Incas ». C’est la même année que les époux Marguerite et Raoul d’Harcourt, ethnomusicologues français, le rencontrèrent à Lima ; c’est de leurs études communes et de leurs échanges de collectes que naquit leur grand projet d’ouvrage monumental : « La musique des Incas et ses survivances », qui parut en deux volumes à Paris en 1925, et fait aujourd’hui encore référence sur le sujet. Puis Robles reprit ses voyages, alternant collectes de terrain et conférences, en Argentine, Bolivie et Équateur, soit l’ensemble des pays de l’aire andine concernés par le maintien de traditions musicales remontant pour partie d’entre elles à l’époque de la colonisation, et même aux temps précolombiens. Enfin il continua à voyager comme conférencier au Panama, à Cuba et aux États-Unis où il vécut de 1919 à 1933 (année où il déposa la mélodie d'El cóndor pasa à la Bibliothèque du Congrès), enseignant, composant et enregistrant, puis à nouveau au Pérou jusqu’à son décès en 1942.
C’est aussi pour cette raison qu’il reste probable, comme on le verra, que Robles se soit inspiré, pour le thème principal d'El cóndor pasa, d’airs traditionnels anciens car sa mélodie revêt des caractéristiques typiques des airs de l’Altiplano andin qu’il connaissait bien et qui gardent trace de la survivance de la musique précolombienne, notamment de certains de ses traits tels que les musicologues ont pu les reconstituer par recoupements : ainsi, la montée progressive à reprise chromatique, suivie d’une descente rapide pentatonique ou pour mieux dire pentaphonique, qui caractérise les phrases principales de la mélodie d'El cóndor pasa, serait typique, comme les sauts d’octaves fréquents, de la structure des mélodies incaïques et pastorales ; par la suite sa mélodie fut arrangée pour des fanfares de village et fut très souvent jouée, du fait de son succès premier, puis modifiée de proche en proche par transmission orale, retrouvant peu à peu ses origines populaires. Ce qui explique peut-être sa "redécouverte" par les groupes de musique andine des années 1950-1960 à Paris.

#### Les grands traits de la musique précolombienne en rapport avec le thème d'El cóndor pasa

##### Archéologie

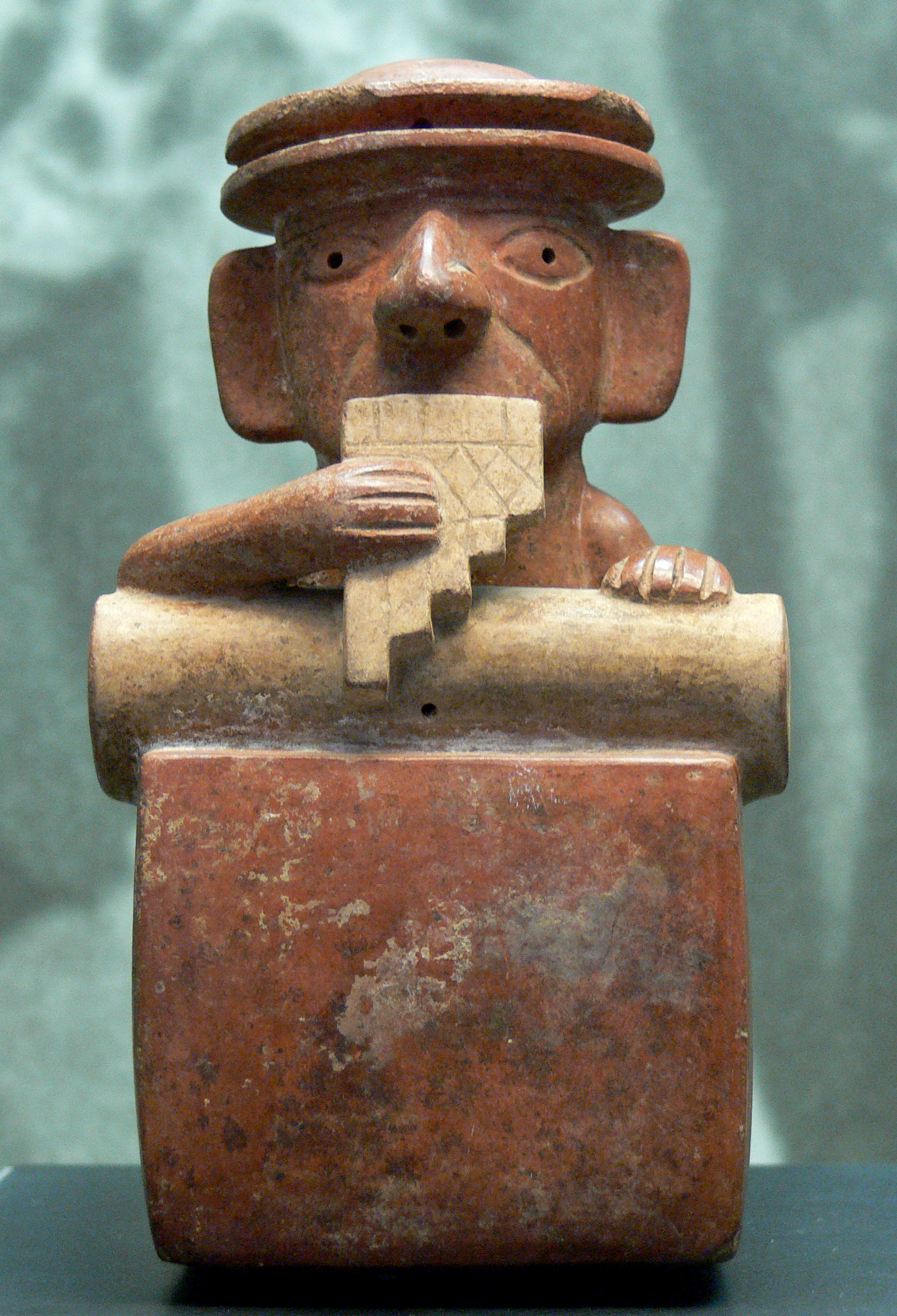
Exemple de joueur d'Antara (flûte de Pan péruvienne, quechua) dans l'art péruvien précolombien. Pot d’argile cuite, Pérou, région côtière du nord, culture Moche, entre 100 avant J.-C. et 600 apr. J.-C. [Schaffhouse, Museum zu Allerheiligen, collection Ebnöther (Département «Musique et danse»)].

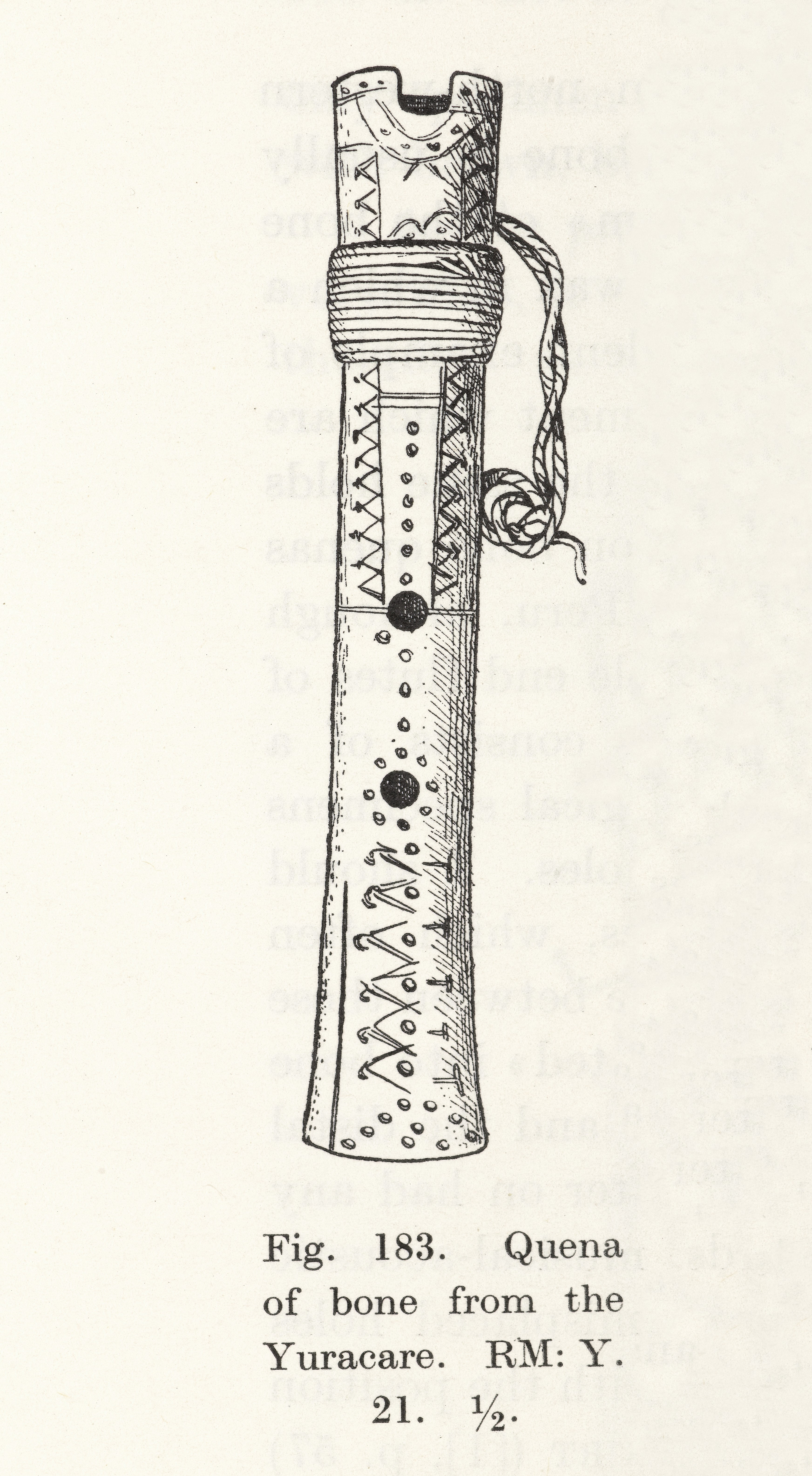
Dessin ethnographique d'une Kena en os de culture Yuracaré (population amérindienne d'origine précolombienne, de langue isolée, des basses-terres boliviennes).

On a découvert de nombreux types de flûtes dans les sépultures précolombiennes, parfois très anciennes : par exemple, des flûtes traversières de la civilisation de Caral-Supe, remontant jusqu’à 5000 ans avant le présent, taillées dans des os de pélican ou … de condor des Andes, justement ! Ou bien, un peu plus récentes, mais toujours antiques (au moins 3000 ans avant le présent, dès la Culture Chavín), on a retrouvé des Kenas en os d’animaux variés (condor, lama, voire en tibia humain pour honorer la mémoire de l’ancêtre à qui appartenait cet os), en argile cuite ou en pierre volcanique très dure (onyx, jade, obsidienne) : comment faisaient les précolombiens pour tailler des tubes et des trous aussi précisément dans des matériaux aussi durs et cassants, sans la connaissance des métaux les plus durs, et qui « rivalisent pourtant, mise à part leur gamme franchement pentatonique, avec les meilleures Kenas d’aujourd’hui » ? Enigme archéologique fascinante qui vaut bien celles de l’édification des pyramides ou des Moaï de l’Île de Pâques et qui est aujourd'hui peut-être moins explorée, circonscrite et assurément résolue que ces dernières…
La Kena, qui porte aujourd'hui le thème principal d'El cóndor pasaa, était probablement l’instrument favori de la civilisation Inca, chargé entre autres des mélodies sacrées que jouait parfois l’Inca Suprême lui-même, le Fils du Soleil (Intip Churín), mais aussi le plus humble berger de la grande Cordillère. On a retrouvé aussi des antaras anciennes, présentant généralement de six à dix tubes jumelés, en terre cuite. Les flûtes en roseau existaient aussi sûrement, de même que des instruments rythmiques, mais le roseau, le bois et la peau résistent moins bien à l’usure du temps que les matériaux cités ci-dessus. On a aussi retrouvé de nombreuses statuettes précolombiennes représentant des joueurs de Siku (flûtes de Pan Aymara), d'Antara ou de Kena. La plupart de ces flûtes permettent les microtons (comme le violon par exemple, voir : mode, et notamment : Modes microtonaux).

##### Survivance

###### Transmission orale
Toutes ces flûtes se retrouvent aujourd’hui encore chez les peuplades de la Sierra, parfois identiques (en pentaphonique strict) ou parfois « créolisées » vers la gamme diatonique occidentale. Mais ces villageois « ont souvent mis un point d'honneur à perpétuer la tradition musicale de leurs ancêtres, chants et lignes mélodiques en général sobres et mélancoliques, et dont l'esprit a su résister aux influences espagnole et noire », même si les rencontres ont aussi parfois créé des genres hybrides fusionnant des apports d’origines diverses (musiques afro-péruvienne ou afro-bolivienne par exemple).
La musique des Incas, comme leurs chants, était semble-t-il essentiellement monodique,, sauf lors des grands rassemblements de joueurs du même instrument mais de tailles différentes, ce qui crée des polyphonies riches et complexes, assez étranges ou insolites pour une oreille occidentale [sikuriadas : rassemblement de joueurs de Siku, ou tarkeadas : rassemblement de joueurs de Tarka (sorte de flûte à bec)]. Cette musique tournait autour de deux accords parfaits, majeur et mineur, situés à une tierce l'un de l'autre et parfois reliés par une note de passage. « À l'intérieur du pentaphone ainsi réalisé, les Incas employaient des intervalles très variés et souvent inattendus (septième mineure ou dixième en deux sauts inégaux) ».
Les chants de circonstance ou de participation à un rituel, les chants d'amour tristes (harawi ou yarawek ou encore yaraví), d'adieu (cacharpari), de joie (haylli) ou de mélancolie qui se sont transmis oralement de génération en génération, « ont conservé, en dépit de modifications inévitables, l'essentiel de ce qu'ils étaient au cœur de la civilisation qui les vit naître ». Comment cela est-il possible, et comment les ethnomusicologues peuvent-ils l’affirmer raisonnablement ?

###### La préservation impossible
D'un côté, comme le dit le fameux ethno-anthropologue et archéologue américaniste Alfred Métraux : « aucun fragment de pièce musicale d’origine incaïque certaine n’a pu nous parvenir ». Ceci est dû à au moins trois raisons : d’abord les Incas n’avaient pas de système de notation musicale, pas plus qu’ils n’avaient d’écriture proprement dite, tout au moins sous forme de glyphes comme les Mayas et la plupart des civilisations mésoaméricaines précolombiennes ; pas d’écriture si ce n’est les interprétations narratives et qualitatives qu’autorisaient peut-être les quipus, ces écheveaux de cordelettes nouées qui servaient principalement à la comptabilité de l’empire Inca ; mais leur sens narratif et langagier, déjà évoqué avec force et solidement sourcé dans les années 1950 par l'ethno-anthropologue et archéologue finlandais Rafael Karsten (es) (de l'Université d'Helsinki), réaffirmé récemment par le grand spécialiste américain des quipus qu’est Gary Urton, ainsi que par l'ethnographe américaine Sabine Hyland, est probablement à jamais inaccessible.
Ensuite, la célébration du culte de Viracocha ou d’Inti, le dieu-soleil, et l’ensemble des rituels traditionnels où la musique et le chant étaient éminemment présents, ont été immédiatement frappés d’interdit par les autorités coloniales espagnoles dès le XVIe siècle, même si  des témoignages d’époque attestent de la survivance temporaire ou clandestine de ces cultes en musique.
Enfin, la pénétration dès le XVIe siècle, encore, de la musique espagnole entraîne une transformation profonde de la musique autochtone. « C’est donc sous une forme métissée, où se combinent les éléments locaux et étrangers, que nous entendons le plus souvent la musique qualifiée d’"incaïque" ».

###### Des traces substantielles de la "musique inca"

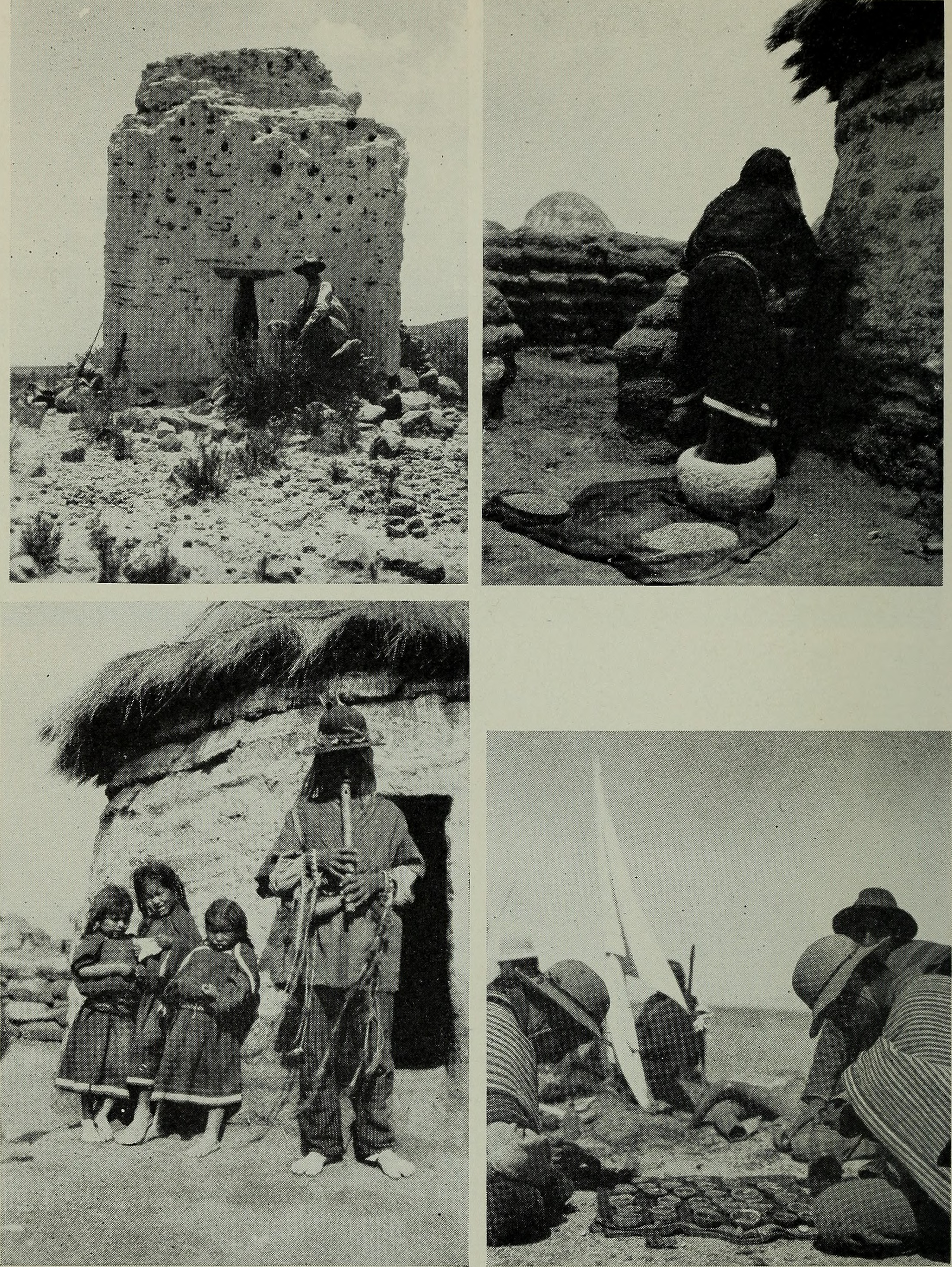
Photos d'indiens Chipayas vers 1901, près du Lac Poopó dans l'Altiplano bolivien, collectées et proposées en 1946 par Alfred Métraux au Bulletin de la Smithsonian Institution. Bureau of American Ethnology. Traduction du texte d'accompagnement : "Planche 120 - Pays et Indiens Chipayas - En haut (à gauche), Chullpa, ancienne tour funéraire [précolombienne] - En haut (à droite), femme foulant aux pieds. En bas (à gauche), danseurs [et musicien chipaya jouant du pinkul'u, flûte à bec ancestrale]- En bas (à droite), Chipayas jouant à un jeu de société (Courtesy Alfred Metraux.)".

Cependant, d’un autre côté, toujours avec Alfred Métraux, on sait[Qui ?] que la musique inca n’a pas entièrement disparu, et qu’il en a subsisté des traces plutôt substantielles : « grâce à la tradition orale, elle a partiellement survécu ». Mais comment sait-on que tel élément est incaïque (voire pré incaïque) au sein d’une mélodie d’aujourd’hui collectée dans une communauté amérindienne autochtone, et que tel autre élément est allogène ? Parce que[style à revoir] « l’originalité de sa structure nous permet de la distinguer encore [la musique inca] de celle influencée par l’Europe », et de déterminer par une analyse comparative les fragments de mélodies d’origine précolombienne qui sont enchâssés dans les airs présentés déjà par les musiciens autochtones du XXe siècle comme très anciens : comparaison d’abord entre morceaux andins pour isoler des séquences caractéristiques par recoupements statistiques, mais aussi en confrontant ces morceaux aux pièces de musique ancienne et baroque espagnole du XVIe siècle au XVIIIe siècle, dont nous[Qui ?] avons les partitions, pour mettre en évidence des éléments trop inhabituels à la tradition espagnole dans les airs métis étudiés. « Corroborant les résultats de l’analyse des chants modernes, les instruments à vent d’époque [précolombienne, retrouvés par les archéologues dans les tombes, NDLR] portent témoignage des échelles [ainsi que des possibilités mélodiques, NDLR] utilisées par les anciens Péruviens. »
En revanche, « de la composition des grands ensembles vocaux, nous ne savons rien. Nous pouvons seulement supposer, étant donné son absence actuelle dans la musique andine, que les Incas ignoraient la polyphonie et qu’hommes et femmes chantaient à l’unisson » [quoiqu’en suraigu pour les femmes, comme c’est l’habitude encore aujourd’hui dans les Andes]. Par contre, on a conservé, sinon les mélodies, tout au moins des paroles (en quechua) de ces hymnes, dont on trouvera des exemples dans les ouvrages de Gary Urton, Alfred Métraux (op. cité), et du grand écrivain péruvien José María Arguedas.

##### Caractéristiques
De tous ces apports, témoignages analysés et collectes dans les villages, et du recensement systématique qu’on en a fait, on a déduit[style à revoir] que les échelles musicales employées par les anciens péruviens « sont toujours pentatoniques ».

« Les traits les plus caractéristiques du pentatonique péruvien sont, [d’après M. et Mme d’Harcourt] : 1- la courbe [ascendante puis] descendante [plus fréquente] des mélodies; 2- la fréquence de l'échelle: sol - mi - ré - la - do, caractérisée par l'intervalle de tierce mineure (la - do), qui termine les mélodies de ce mode; 3- les grands sauts d'intervalles au cours du développement,. [Jean-Lambert Charlier, ou Alfred Métraux op. cité, même texte] »

 On remarquera déjà là des caractéristiques ressemblant à des éléments présents dans la mélodie d'El cóndor pasa…
Les mélodies indiennes étaient donc bâties sur une échelle défective pentatonique, commune d'ailleurs à beaucoup de peuples premiers. Dans un premier temps, pour s’en faire une idée approximative, nous[Qui ?] pouvons partir de notre échelle diatonique occidentale moderne de sept sons dont nous[Qui ?] retirerons les demi-tons (Fa et Si) : ce qui nous[Qui ?] laisse cinq notes (Do, Ré, Mi, Sol, La) et cinq tons (du Do au Do supérieur). Et « la succession incomplète des cinq sons ci-dessus est précisément l’échelle indienne. Or, de même que chez les Grecs, et plus tard dans les modes ecclésiastiques du moyen âge, on considérait chaque note de l'échelle diatonique comme le point de départ d'un mode différent (mode d'ut, de ré, de mi, etc.), de même pouvons-nous concevoir idéalement un mode sur chaque degré de l'échelle défective pentatonique, ce qui donnerait cinq séries, » ou cinq « modes ».
L’étude des monodies indiennes a amené les musicologues à la conclusion de l’usage très fréquent du mode B (mineur : Sol, Mi, Ré, Do, La, descendant) et fréquent du mode A (majeur : La, Sol, Mi, Ré, Do, descendant), et l’usage rare ou inusité des 3 modes restants.

##### Gamme/échelle pentatonique ou «système pentaphonique»?
De tous ces éléments et de leurs fréquences relatives et respectives observées, les époux d’Harcourt, dans leur livre-référence déjà cité, concluaient donc que la musique précolombienne était bien bâtie sur une « échelle défective pentatonique ».
Toutefois, Constantin Brăiloiu, invoqué tant par Métraux que par Charlier, s’appuyant aussi sur les instruments antiques retrouvés, note que les gammes précolombiennes ne partageaient pas l'octave en six tons (dont on n’utiliserait que cinq) mais divisaient carrément l'octave en cinq intervalles égaux (à la façon des lithophones asiatiques anciens).

« Si bien que la gamme « pentatonique » des Incas n'était pas superposable exactement à une gamme qui emprunterait cinq sons dans notre échelle occidentale. Certaines notes s'en écartaient de près d'un quart de ton. Nous pouvons constater que la traduction exacte serait « pentaphonique » qui correspondrait à une gamme de 5 sons et non pentatonique qui voudrait dire gamme de 5 tons... Les gammes pentaphoniques sont basées sur 5 sons en quinte, ramenés sur une seule octave : par exemple : do - sol - ré - la - mi, donnant effectivement la gamme : do - ré - mi - sol – la. [Jean-Lambert Charlier]. »

 Mais ces notes seraient légèrement décalées pour diviser l’octave en cinq intervalles égaux, et non plus en tons, donc.
On comprend que, dès lors, « pentatonique » ici désigne avant tout un système musical complet et non une simple échelle. Raison pour laquelle, entre autres, les musiques ethniques sonnent étrangement à notre oreille occidentale, formatée qu’elle est par des siècles (mais non des millénaires !) de musique à échelle diatonique, complétée par l’échelle chromatique.
Les recherches ultérieures en ethnomusicologie semblent montrer que les principes dégagés par Brăiloiu s'appliquent dans plusieurs cultures différentes. On trouverait ce système notamment en Chine, en Afrique, en Amérique du Sud et en Europe de l'Est. Selon Jean-Lambert Charlier « il n'est cependant pas prouvé que ces similitudes dans l'organisation et l'utilisation des hauteurs découlent bien d'un même "système" mental ou culturel. Autrement dit, si d'un point de vue descriptif, la théorie de Brăiloiu permet de rendre compte d'un grand nombre de musiques, il n'est pas pour autant certain que le système pentatonique ait un sens autre que théorique », et particulièrement qu’il renvoie à un contenu historique véritable induisant des filiations ancestrales entre des musiques d’univers culturels si éloignés dans le temps et dans l’espace.
Jean-Lambert Charlier poursuit son raisonnement en prenant en exemple une mélodie « métissée » (c’est-à-dire inspirée des mélodies traditionnelles pentaphoniques, mais jouées sur la gamme diatonique occidentale défective, avec des instruments traditionnels adaptés à elle). Il s’agit d’un chant Yaraví (mélodie no 4) collecté et transcrit par Marguerite d’Harcourt en 1920, et reproduit dans son livre déjà cité. Il commente ainsi cette mélodie :

« Construits sur les échelles métissées, certains de ces airs contiennent des "métissages de métissages" remarquables. Celui qu'on rencontre le plus souvent et qui a un rôle éminemment expressif, consiste en une équivoque entre la tierce majeure et la tierce mineure du mode, entendues l'une après l'autre, à quelques notes de distance, l'intervalle majeur précédant le mineur en une sorte de chromatisme tout spécial, comme dans ce Chant Yaraví. [Jean-Lambert Charlier]. »

Or il se trouve que les quatre premières mesures de cette mélodie sont exactement les mêmes, à la tonalité près mais celle-ci se transpose aisément, que celles de la première phrase entière d'El cóndor pasa (l’auteur y fait d’ailleurs allusion), et que donc le commentaire du Professeur Charlier s’y applique parfaitement… Nul doute qu'on ne puisse voir là l'une des sources d'inspiration de Daniel Alomía Robles pour sa partition originale de la passacaille finale d'El cóndor pasa, ainsi que le suggère le Professeur Charlier.

### La découverte du Machu Picchu et les revendications identitaires, sociales et politiques dans la zarzuela d'El cóndor pasa

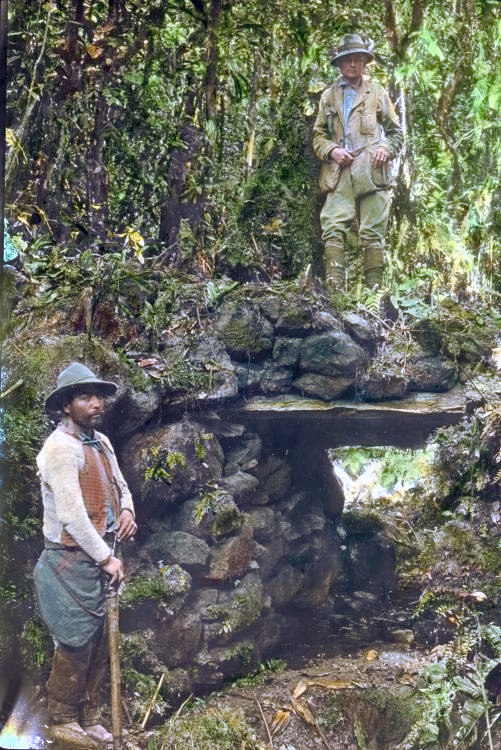
L'explorateur et archéologue Hiram Bingham près des ruines d'Espíritu Pampa en 1911, avec son guide autochtone, peu avant la découverte de la cité inca perdue du Machu Picchu.

Le site du Machu Picchu, une des merveilles du patrimoine de l'humanité dans la liste des "Sept nouvelles merveilles du monde", ici en 2009.

Au moment de la première de la zarzuela de Robles et Baudouin, le 19 décembre 1913, la découverte du Machu Picchu par Hiram Bingham, en 1911, était encore très récente ! Même si le livre de Bingham : La cité perdue des Incas, ne sera publié à New York qu'en 1948, l'article qui en fit part au monde entier parut dans le magazine National Geographic d'avril 1913 (donc huit mois avant la première de la zarzuela) ; les péruviens intéressés par l'archéologie et l'histoire précolombienne comme Robles furent donc nécessairement informés de cette découverte et impressionnés par elle. Le Machu Picchu fut à l'origine d'un regain d'intérêt pour le passé inca du Pérou, y compris sur le plan politique pour l'affirmation de l'identité nationale, malgré les risques de tension avec les populations amérindiennes.
Nul doute[réf. nécessaire] que cette découverte du Machu Picchu n'ait influencé l'atmosphère de la pièce de Daniel Alomía Robles et Julio de la Paz, d'autant que son argument repose sur un conflit, à l'aube du XXe siècle, entre les mineurs autochtones et maltraités d'une mine de la région du Yápac (près de la ville minière de Cerro de Pasco dans les Andes centrales péruviennes) et les patrons coloniaux et nord-américains de la compagnie minière étrangère.

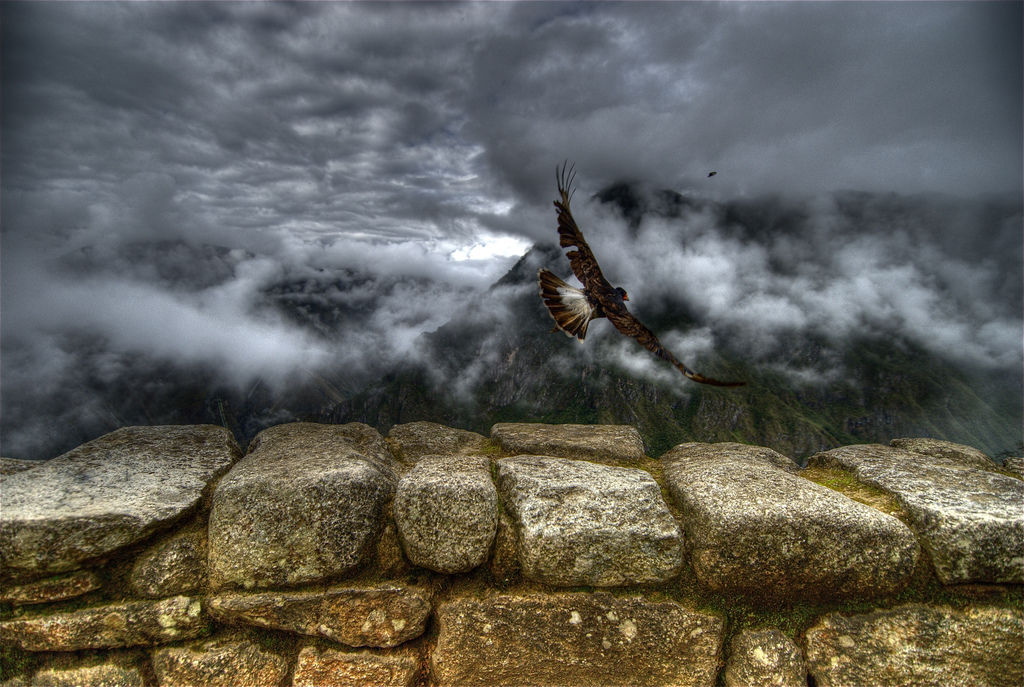
Un oiseau prend son vol et s'élance depuis la « Cité des nuages » (un des surnoms du Machu Picchu) en octobre 2007. Attention : il s'agit là d'un Caracara montagnard (Phalcoboenus megalopterus) et non d'un condor, mais il semble qu'en arrière-plan, au-dessus de la cime de la montagne, ce soit bien un condor qui croise.

Extraordinaire audace visionnaire, à son époque, que de confronter sur la même scène exploités et exploiteurs, indiens et colons, et de paraître dénoncer, sous la romance tragique, les exactions néocoloniales des grandes compagnies "yankees", dès 1913. Cette audace explique sans doute le succès que la pièce a rencontré dès sa création et l’impact fulgurant qu’elle a connu : Marcela Robles, petite fille de Daniel Alomía, poétesse et journaliste, a écrit que la Zarzuela, composée de huit parties (huit scènes et huit moments musicaux), a connu plus de 3 000 représentations, tenant l’affiche durant 5 ans. Et pourtant, comme le rappelle Marcela Cornejo : « la société liménienne de l’époque était encore réticente à accueillir des expressions artistiques liées à l’indigénisme, [malgré cela] l’œuvre rencontra un grand succès et resta en scène plus de deux ans [d'autres sources indiquent cinq ans, NdT]. Cependant, après cela elle tomba dans l’oubli et ne fut jamais reprise [sauf la « passacaille » et la « cashua »] ». Notons[style à revoir] que ceci a été écrit en 2008, et que la pièce a été depuis restaurée et reprise en 2013 pour son centenaire (voir ci-dessous).

Et en effet, pour Enrique Pinilla, cet argument de la pièce apparaît comme vraiment 

« révolutionnaire par son caractère politique contre l’impérialisme yankee [et pour les revendications des autochtones]. Le librettiste d'El cóndor pasa [Julio Baudouin] assurément avait lu Manuel González Prada (1844 - 1918), qui avait affirmé : "Nous ne voyons donc pas, dans la question indigène, une crise provinciale et passagère, mais un problème national et permanent. […] La parole qui s’adresse aujourd’hui à notre peuple doit réveiller la conscience de chacun, mettre tout le monde debout, alerter tout le monde comme une cloche de tocsin pour l’incendie dans les heures avancées de la nuit",. »

Plus loin, Enrique Pinilla poursuit :

« Le propos développé dans la zarzuela était d’une nouveauté absolue au théâtre, même s’il avait déjà été traité [sur le plan romanesque] dans les romans et nouvelles romantiques de Aréstegui (es), Mercedes Cabello de Carbonera, et Clorinda Matto de Turner; mais en 1913, au théâtre, et surtout sous la présidence de Guillermo Billinghurst il a connu un extraordinaire retentissement. En effet, on a donné trois mille représentations au Teatro Mazzi pendant cinq ans,. »

 On pourra lire en ligne de larges extraits en espagnol du livre où les dialogues de la pièce de théâtre, soit le livret de Julio Baudouin, ont été republiés récemment à Lima (Pérou), à l'occasion du centenaire de la pièce d'El cóndor pasa et de la musique qui l'accompagne.

## Historique

### Version originale, la pièce de 1913

#### La première de la pièce (1913) et sa reconstitution pour son centenaire (2013)
La version originale d'El cóndor pasa est une zarzuela, une pièce de théâtre musical de tradition hispanique.

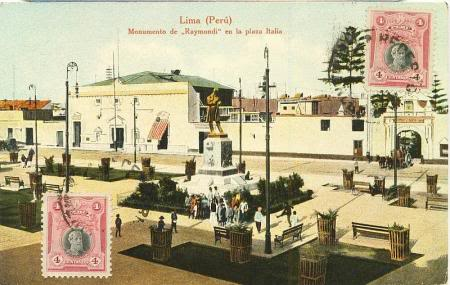
Carte postale du Teatro Mazzi (1910-1911)

Cette zarzuela est écrite en prose et se compose d’un acte en deux tableaux. La première a eu lieu le 19 décembre 1913 au Teatro Mazzi, Plaza Italia à Lima. Parmi ses sept parties musicales, elle inclut la mélodie éponyme fondée sur la musique traditionnelle andine du Pérou. Celle-ci emprunte deux passages musicaux de la zarzuela : la Cachua (es) rapide (jouée pendant le bal au début du deuxième tableau) et la Pasacalle lente et majestueuse (jouée à la fin de la première scène du deuxième tableau, et reprise pour le final en se poursuivant pendant la parade des comédiens). Elle est uniquement instrumentale, et ne comporte pas de paroles (il n’y a donc pas de « paroles originales » pour cette musique). Ces deux pièces ont été écrites pour orchestre classique, et non pour les instruments traditionnels des Andes ; lors de la résurgence de ce thème dans la deuxième moitié du XXe siècle, celui-ci sera alors joué sur les instruments autochtones, et l’ordre des mouvements sera inversé par rapport à celui de la pièce originale : lent d’abord, puis rapide.
Les parties les plus connues de la zarzuela, comme le prélude, la cachua et le final ont été arrangées pour piano par Daniel Alomía Robles lui-même, et déposées légalement à la Bibliothèque du Congrès des États-Unis et enregistrées en son nom par la  Edward B. Marks Music Corp. le 3 mai 1933 sous le numéro 9643.
En juillet 2013, le Colectivo Cultural Centenario El Cóndor Pasa (association culturelle pour le centenaire d'El cóndor pasa), a réédité le livret original de la pièce qui avait été longtemps tenu pour perdu, accompagné d’un CD où sont gravés ses sept parties musicales et ses dialogues. On peut lire en ligne le texte original de cette réédition du livret. La musique a été reconstituée, à partir de la partition originale qu’a manuscrite et composée D. A. Robles, par le musicologue Luis Salazar Mejía, avec la collaboration des musiciens Daniel Dorival et Claude Ferrier. La nouvelle « première » de la pièce a été donnée les 14, 15 et 16 novembre 2013, au théâtre UNI de Lima, pour célébrer son premier centenaire. Tous ces travaux et événements (y compris la réédition du livret, du CD, et la reprise de la pièce) ont été rendus possibles grâce aux efforts conjugués de Salazar Mejía et du producteur Mario Cerrón Fetta (membres du Colectivo Cultural Centenario El Cóndor Pasa), et menés à bien sans subvention aucune, ni publique, ni privée.

#### Argument de la pièce originale
L'ensemble du résumé qui suit a été tiré de la réédition du livret original (ici traduit de l'espagnol) de la zarzuela en 2013.
L’action se passe au tout début du XXe siècle, sur le site minier du Yápac, dans les Andes péruviennes.

##### Premier tableau
- La première scène débute avec le Prélude. Le soleil n’est pas encore levé et les mineurs regagnent leur lieu de travail. Un chœur d’hommes interprète une chanson plaintive, comme un lamento des mineurs : En la nieve de las cumbres... (« Sur la neige des cimes… »). Le chant se termine et quelques mineurs restent en arrière pour écouter la kena du berger ; avec admiration, ils le voient se perdre dans les nuages qui panachent les cimes, et ils envient sa liberté. Frank est un jeune mineur fils de María, qui est l’épouse du contremaître Higinio. Frank n’accepte pas les abus auxquels ses compagnons et lui sont soumis de la part des propriétaires de la mine. « Quelque chose me dit que ce n’est pas une vie ça » (pense-t-il à haute voix). Cependant les autres mineurs l’accusent d’être ingrat et traître envers les patrons.
- Dans la deuxième scène Ruperto et Juanacha (un berger et une bergère) entrent sur le plateau en courant ; Ruperto joue à poursuivre Juanacha, d’ailleurs, ils vont bientôt se marier. À la fin de la scène, tous s’en vont sauf Frank, qui interprète un Yaraví mélancolique réfléchissant sur son identité, son apparence (il est roux), et ses sentiments : Pobre alma prisionera… (« Pauvre âme prisionnière… »).
- Troisième scène : Alors entrent Mr. King et Mr. Cup (les patrons propriétaires de la mine), en pleine conversation. Ils aperçoivent Frank assis sur un rocher à l’extérieur de la galerie. Mr. King interpelle Frank et le fait rentrer dans la mine après une brève altercation. King et Cup continuent leur dialogue.
- Quatrième scène : Mr. King fait sortir de la galerie quatre mineurs au moyen de coups de feu. Il les questionne brièvement sur l’avancement des travaux et les congédie. La tension croît entre Frank et Mr. King. María entre alors en scène, hors d’haleine d’avoir cheminé, apportant de la liqueur pour Mr. King. Ils discutent à propos de Frank, et María tente d’intercéder pour son fils. On apprend que Mr. King est le père biologique de Frank. María et Mr. King chantent en duo : Perdónalo, taita... (« Pardonne-lui, père… ») ; et finalement Mr. King accepte de ne pas sanctionner le jeune homme, attendri par la passion qu’il ressent pour María. Ils s’en vont bras dessus – bras dessous. C’est alors qu’Higinio, le mari de María, sort de la galerie ; en rage, il avoue sa haine envers les patrons et ourdit sa vengeance.

##### Second tableau
- Dans les alentours de la mine, on donne un bal en l’honneur du mariage de Ruperto et Juanacha qui doit avoir lieu au village, et l’on joue une Cachua (es) (musique et danse proche du huayno. Durant le bal, le ciel s’obscurcit ; bientôt éclate un orage, et les jeunes gens ne pourront plus gagner le village pour célébrer leur mariage. Tous prient alors la vierge en chantant : Dulce reina de las cumbres... (« Douce reine des cîmes… »), et miraculeusement le soleil revient ; les fiancés et leurs amis se mettent en route pour le village en continuant à danser en parade ; sauf les mineurs qui ne peuvent abandonner leur travail (alors résonne pour la première fois la Passacaille : El cóndor pasa).
- Pendant la fête, Mr. King a trop bu et dans son ivresse il maltraite cruellement Higinio. Lorsque Mr. King se retire, le mari bafoué suit le yankee, et quand celui-ci atteint un ravin, Higinio fait rouler une énorme roche sur lui. Mr. King meurt écrasé.
- Un berger a été témoin de l’horrible meurtre et le raconte aux autres mineurs. Higinio le reconnaît intégralement, et María éclate en sanglot, inconsolable de la mort de son amant. Les mineurs, effrayés par les représailles inévitables, craignent pour leur vie.
- L’autre propriétaire de la mine, Mr. Cup, surgit revolver en main cherchant l’assassin. Frank l’affronte pour défendre Higinio et ses camarades, et dans la bagarre qui s’ensuit, lui donne la mort avec son propre revolver. Devant ces événements, tous sont horrifiés. Mais l’apparition soudaine d’un condor dans leur ciel, le premier depuis de nombreuses années, leur apparaît alors comme le présage d’une nouvelle vie de liberté et leur redonne espoir. « Nous sommes tous des condors ! » crient les mineurs avec allégresse. Puis c’est la reprise du thème de la passacaille El cóndor pasa qui résonne alors que tombe le rideau, et qui continuera pendant la présentation des acteurs et chanteurs (parade finale).

#### Les huit passages musicaux
Cette œuvre comporte sept pièces musicales (plus une reprise), quatre d’entre elles sont chantées et trois sont instrumentales (la reprise concernant le passage instrumental le plus célèbre). Les mélodies les plus connues correspondent aux deux passages instrumentaux du second tableau, les deux interprétés lors de sa première scène : la Cachua (es) (ou Huayno) du bal des noces, puis la passacaille (ou Yaraví) qui suit immédiatement la prière à la Vierge et qui sera reprise au final. Il est à noter que ce sont ces deux airs réunis, mais dans l’ordre inverse, qui formeront le titre d'El cóndor pasa pour sa résurgence dans la version d’Achalay et de Los Incas dans les années 1950-1960.
- Premier tableau

1. Prélude
2. Chœur d’hommes : En la nieve de las cumbres... (« Sur la neige des cimes… »)
3. Yaraví de Frank : Pobre alma prisionera…(« Pauvre âme prisionnière… »)
4. Duo de María y Mr. King : Perdónalo taita... (Pardonne-lui, père)

- Second tabeau

1. Bal (cashua)
2. Prière à la Vierge : Dulce reina de las cumbres... (« Douce reine des cîmes… »)
3. Passacaille : el Cóndor pasa
4. Reprise finale de la passacaille el Cóndor pasa

### Résurgence dans la musique des Andes en France, à partir de 1958

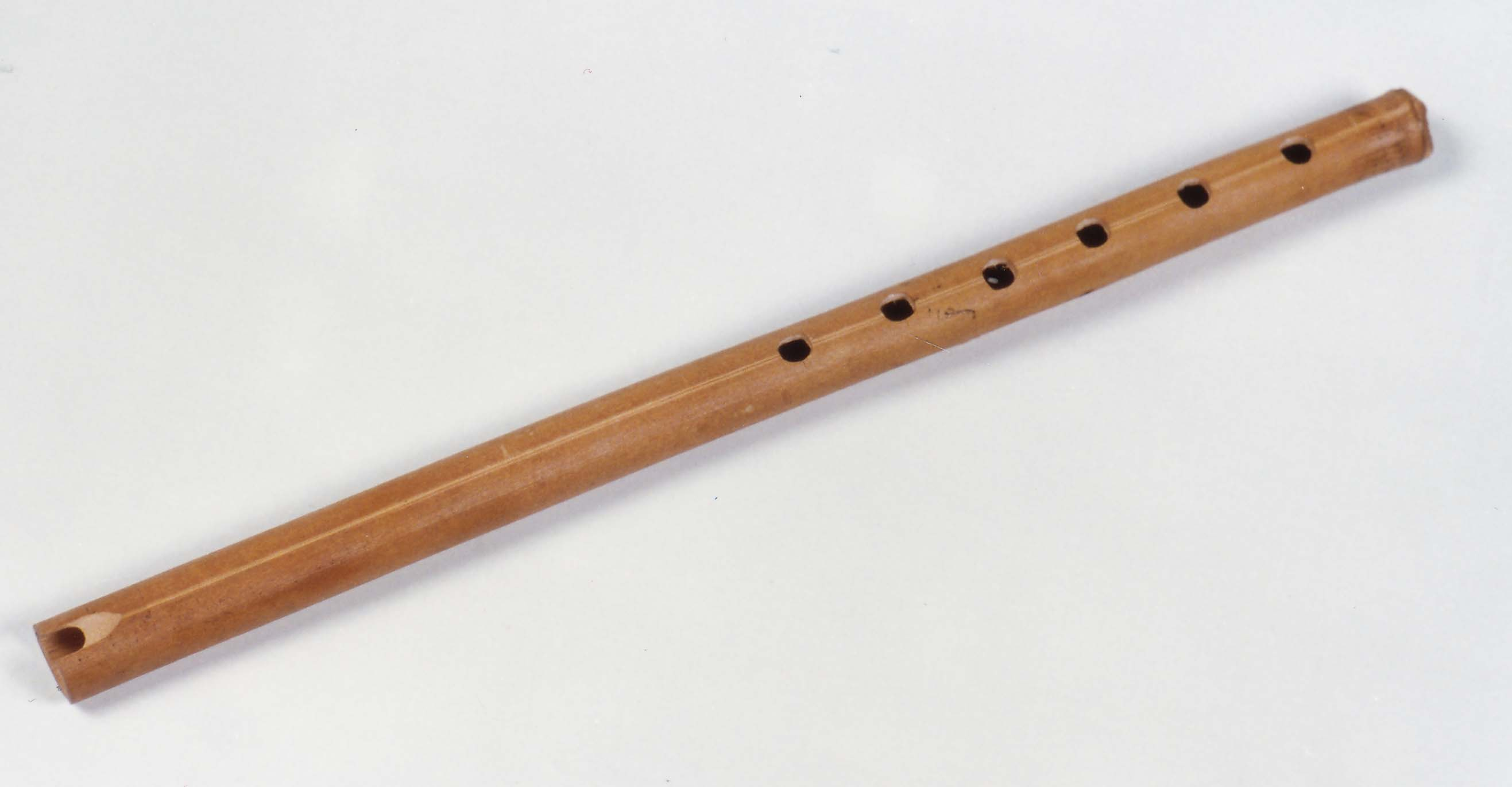
Kena (ou quena), XXe siècle, Musée de la musique de Barcelone.

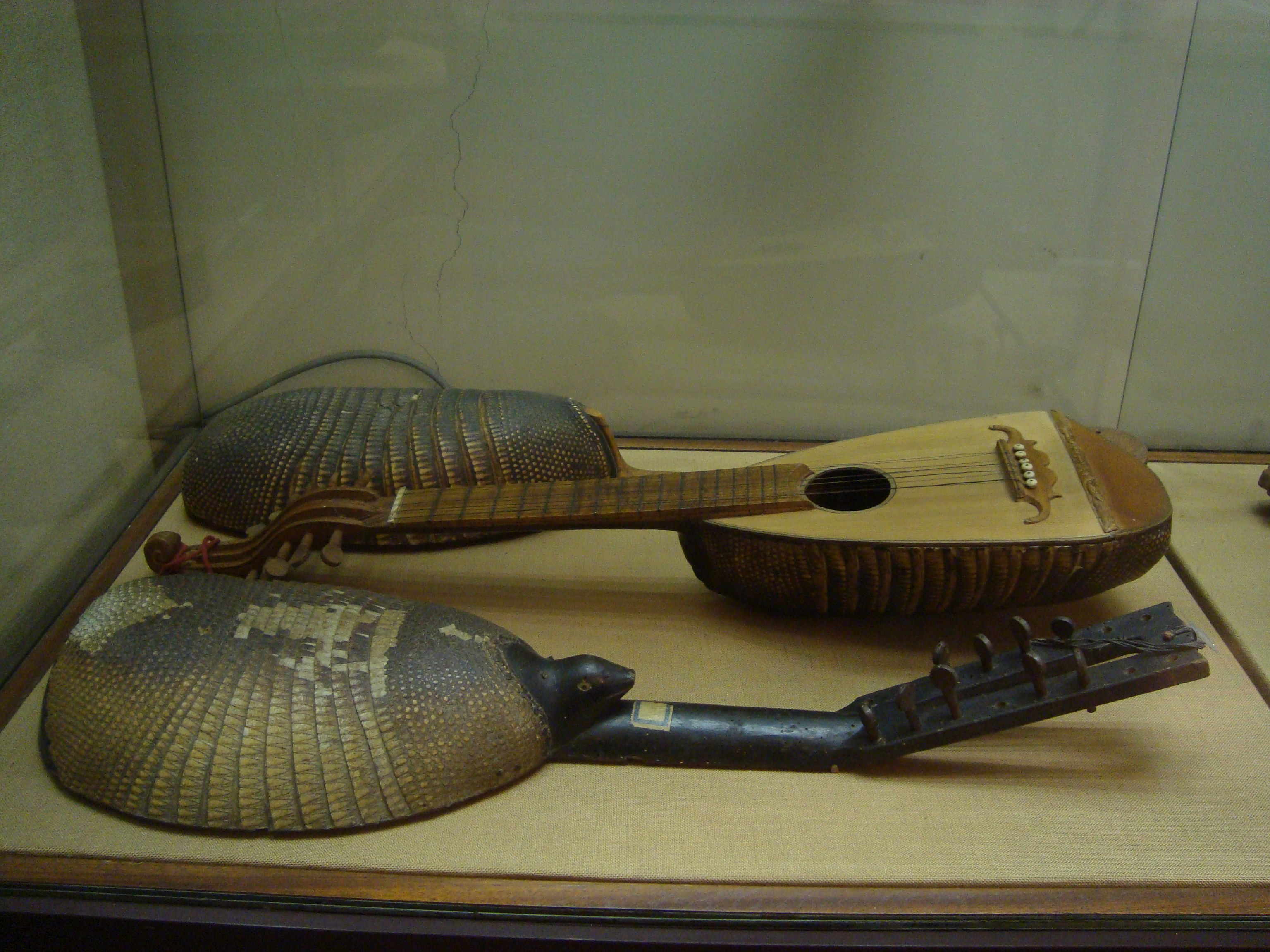
Charangos anciens en carapace de tatou des Andes, Musée des instruments de musique de Rome.

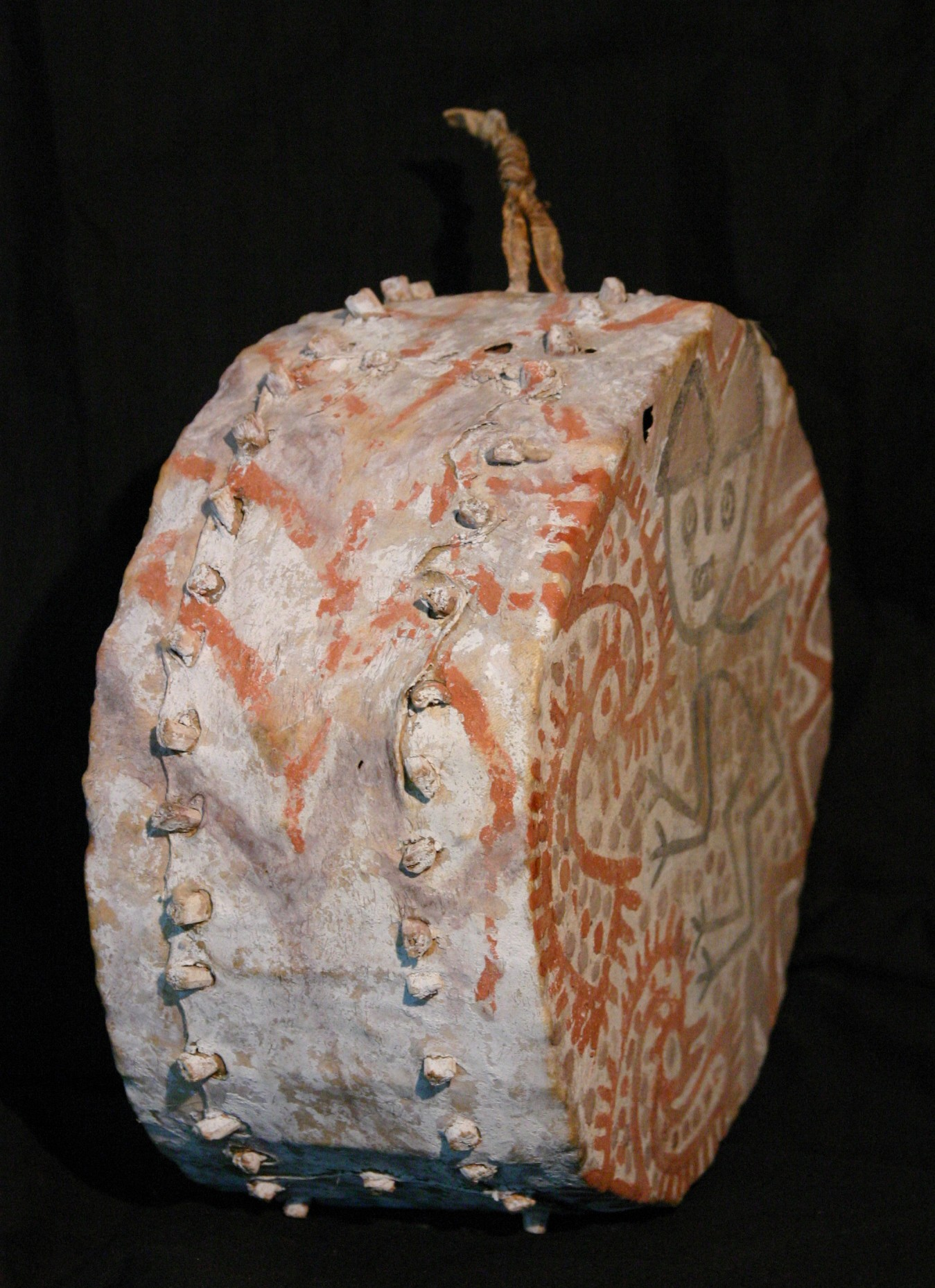
Tinya précolombienne (petit tambour) de culture Chancay 1000 à 1450 ap. J-C.

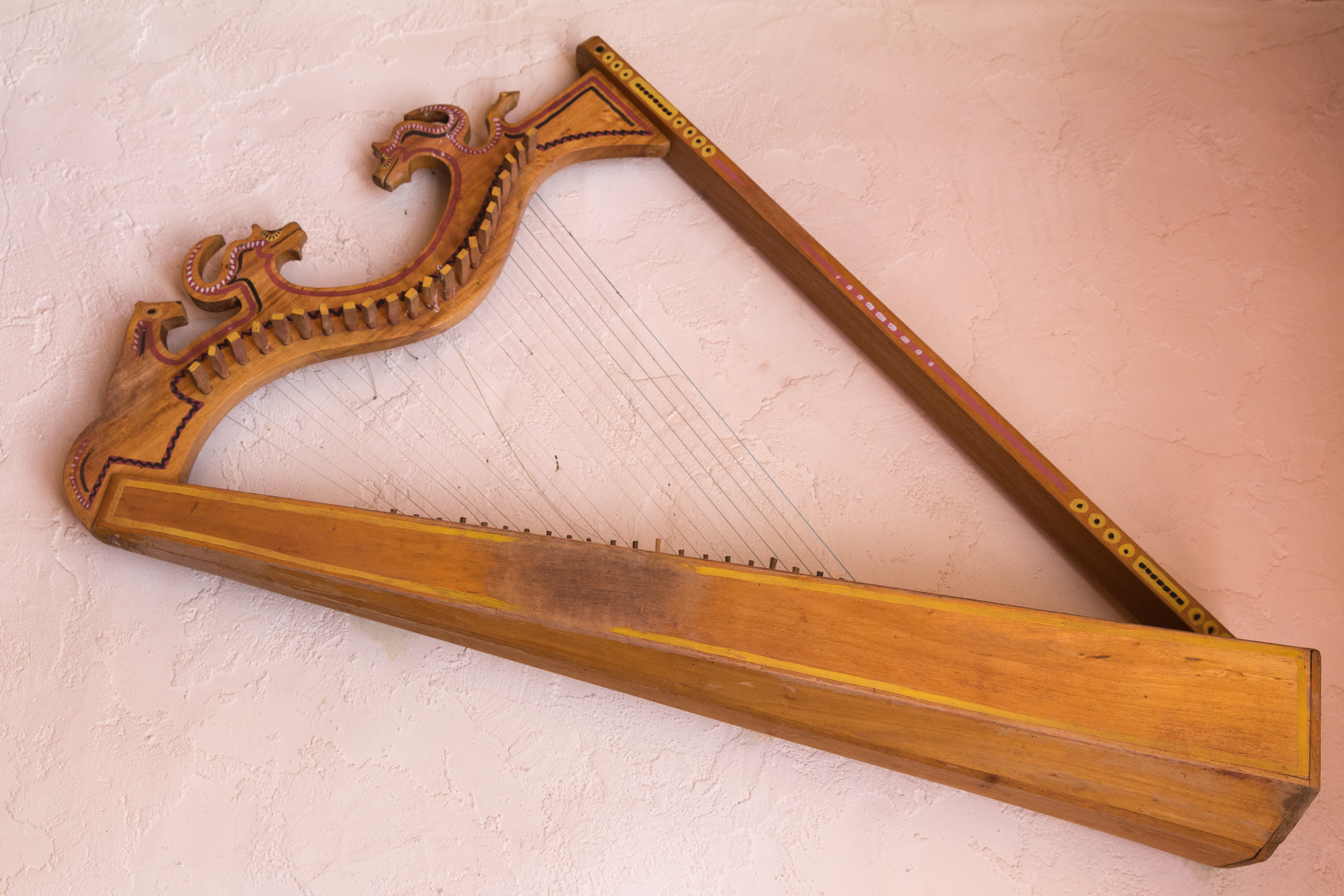
Harpe andine ancienne (?) (Disneyland Paris).

La toute première version d'El cóndor pasa, enregistrée en France date de 1958. Elle se limite à une reprise de l'air le plus connu (la passacaille finale nommée elle aussi El cóndor pasa comme la pièce dans son ensemble), suivi, et non précédé comme dans la pièce originale, de la danse villageoise rapide (ou Kashua). Cette version innovante est l'œuvre de Ricardo Galeazzi, cofondateur en 1956 avec Carlos Benn-Pott, de l'ensemble Los Incas. Ricardo Galeazzi enregistre, avec son Ensemble Achalay, cette version d'El Cóndor Pasa interprétée pour la première fois avec la kena (flûte des Andes droite à encoche), accompagnée de guitares, sur disque microsillon 33 tours 25 cm, pour la firme BAM, que dirige Albert Lévy Alvarez à Paris.
Ricardo Galeazzi tient cette version — en deux mouvements 1- andante : appelé parfois Yaraví ou Pasacalle ou Fox incaïco puis 2- allegro : Kashua ou Wayno de fuga (danse rapide proche du Huayno, qu'on peut trouver orthographiée Cachua (es) ou encore Qashwa)— d'un ensemble équatorien composé de solistes de l'orchestre national de Quito, Los Incaicos, lesquels interprètent l'œuvre essentiellement avec des instruments à cordes pincées (bandolas et guitares) dans un disque microsillon 33 tours 25 cm édité à New York au début des années 1950.
Elle était déjà la chanson péruvienne la plus célèbre au monde lorsqu'elle fut présentée à Paris par Los Incas au début des années 1960, et publiée par eux en 1963 dans un nouvel arrangement de Jorge Milchberg, là encore uniquement instrumental, toujours en deux mouvements, et encore une fois avec des instruments autochtones des Andes : duo de Kenas, Charangos, Guitare, Harpe andine, Tinya (es) (petit tambour andin précolombien) ; ce thème est alors le deuxième titre de leur album (33 tours LP) : « Amérique du Sud (chants et danses par Los Incas) » dans la collection « Voyages autour du monde » chez Philips (no 844.879 BY), lequel sera réédité tel quel en CD en 2000 (Mercury France, Universal Music, Philips no 538 906 - 2 LC 00305). C'est sous cette forme, initiée par Achalay et Los Incas, que la renommée de ce thème du Condor va encore changer d'échelle grâce à des rencontres opportunes.

#### Une rencontre "coup de foudre"

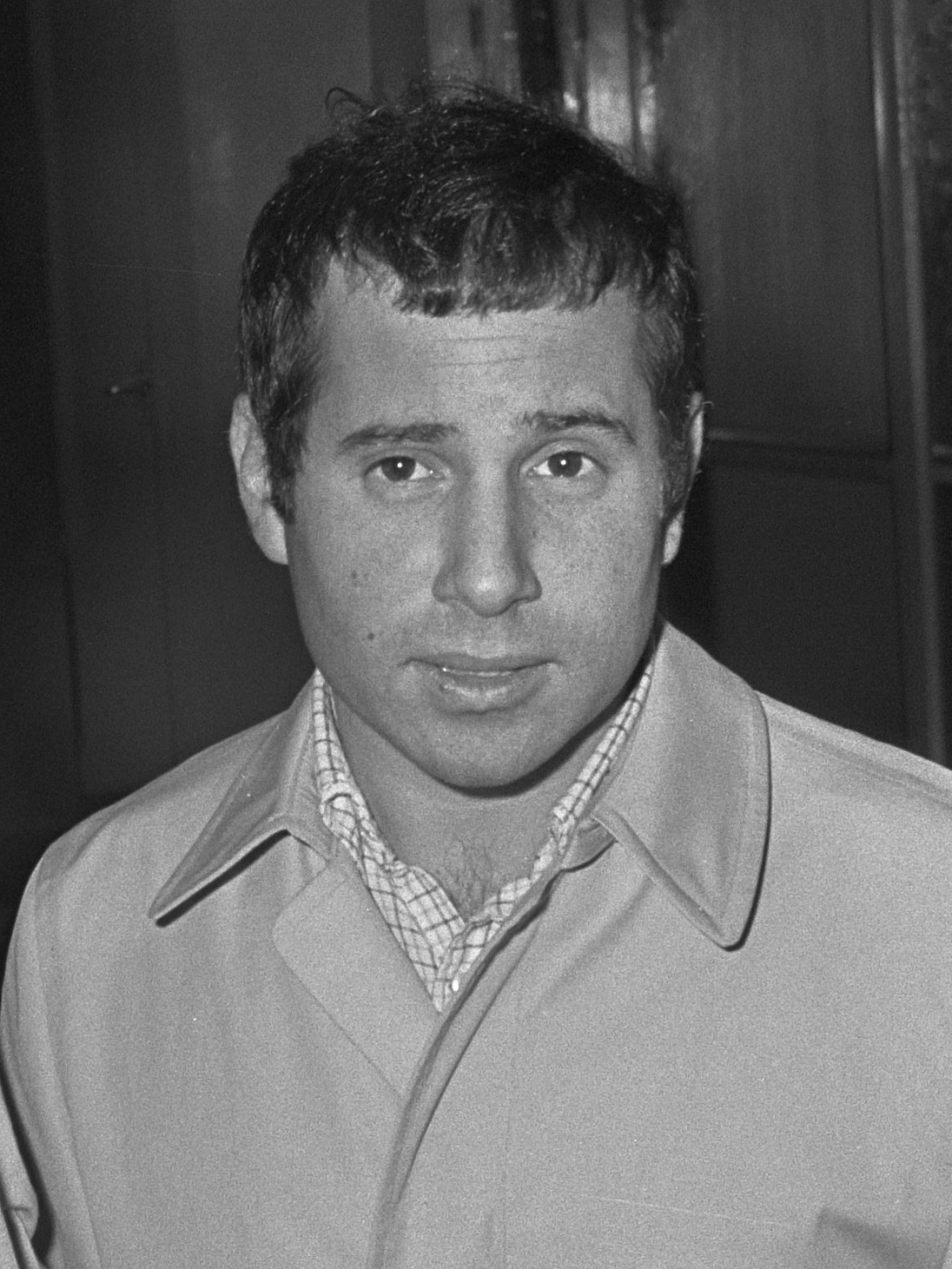
Paul Simon en 1966, juste après sa rencontre avec Los Incas et Jorge Milchberg

D'après le journal péruvien La República, le duo de folk song américain Simon and Garfunkel, et notamment Paul Simon, en avait entendu en 1965 une version interprétée à Paris au Théâtre de l'Est parisien par le groupe Los Incas (en première partie d'un de leurs concerts). Charmés par la beauté des mélodies andines interprétées sur instruments traditionnels, Simon et Garfunkel en demandent l'origine au groupe et si l'on pouvait en acheter les droits, car Paul Simon dès cet instant envisage une transposition en chanson de ce thème ; à l'époque Jorge Milchberg, charanguiste, arrangeur, directeur musical du groupe, et surnommé El Inca sur les pochettes de disques, leur présente, probablement de bonne foi, le chant comme une complainte populaire péruvienne remontant au XVIIIe siècle et à la grande révolte indienne de Túpac Amaru II. En effet voici comment était présenté (sans doute par Jorge Milchberg lui-même) le thème El Cóndor pasa (yaraví) sur la pochette du disque où il apparaît pour la première fois [Disque déjà cité : « Amérique du Sud - Voyages Autour du Monde, Chants et Danses par Los Incas», 1963 (Philips - 844.879 BY). Voir la discographie de Los Incas] :

« Yaraví est la déformation espagnole du mot quechua « harawi » qui signifie : chanson [d’amour] triste. On trouve le terme yaraví dans des écrits remontant jusqu’à 1791. Ce thème aurait pris sa forme actuelle au XVIIIe siècle, à peu près à l’époque de la révolte de Tupac Amaru contre les espagnols. L’Inca prend la forme du condor. D’après la tradition, cette chanson relaterait sous la forme d’un court drame, l’épopée de cette révolte. Après une introduction jouée par deux charangos, les kenas exposent  [à deux voix], avec leur sonorité particulière, cette mélodie populaire du Pérou. La deuxième partie termine ce morceau par un rythme très entrainant de huayno. »

D'ailleurs, l'hypothèse avait quelques fondements, car le condor a toujours symbolisé le retour de l'Inca suprême sur les terres andines pour le Pachakuti ou bouleversement au changement d'ères dans la cosmo-vision andine (voir la note 1 de l'article consacré au neuvième empereur Inca Pachacutec). De plus le compositeur Daniel Alomía Robles était lui-même, un ethnomusicologue savant qui avait recueilli infatigablement dans les villages les plus reculés des Andes péruviennes, boliviennes et équatoriennes, un grand nombre de mélodies ancestrales héritées des peuples précolombiens et de l'époque coloniale, qui ont été pour lui une source d'inspiration inépuisable. Certaines autres sources envisagent d'ailleurs cette même hypothèse à savoir que Robles se serait en partie inspiré pour cette composition de mélodies ancestrales villageoises issues de ses collectes,. En partie seulement, si bien que sa réécriture peut tout de même être considérée comme une création.

#### Une paternité controversée... aujourd'hui apaisée

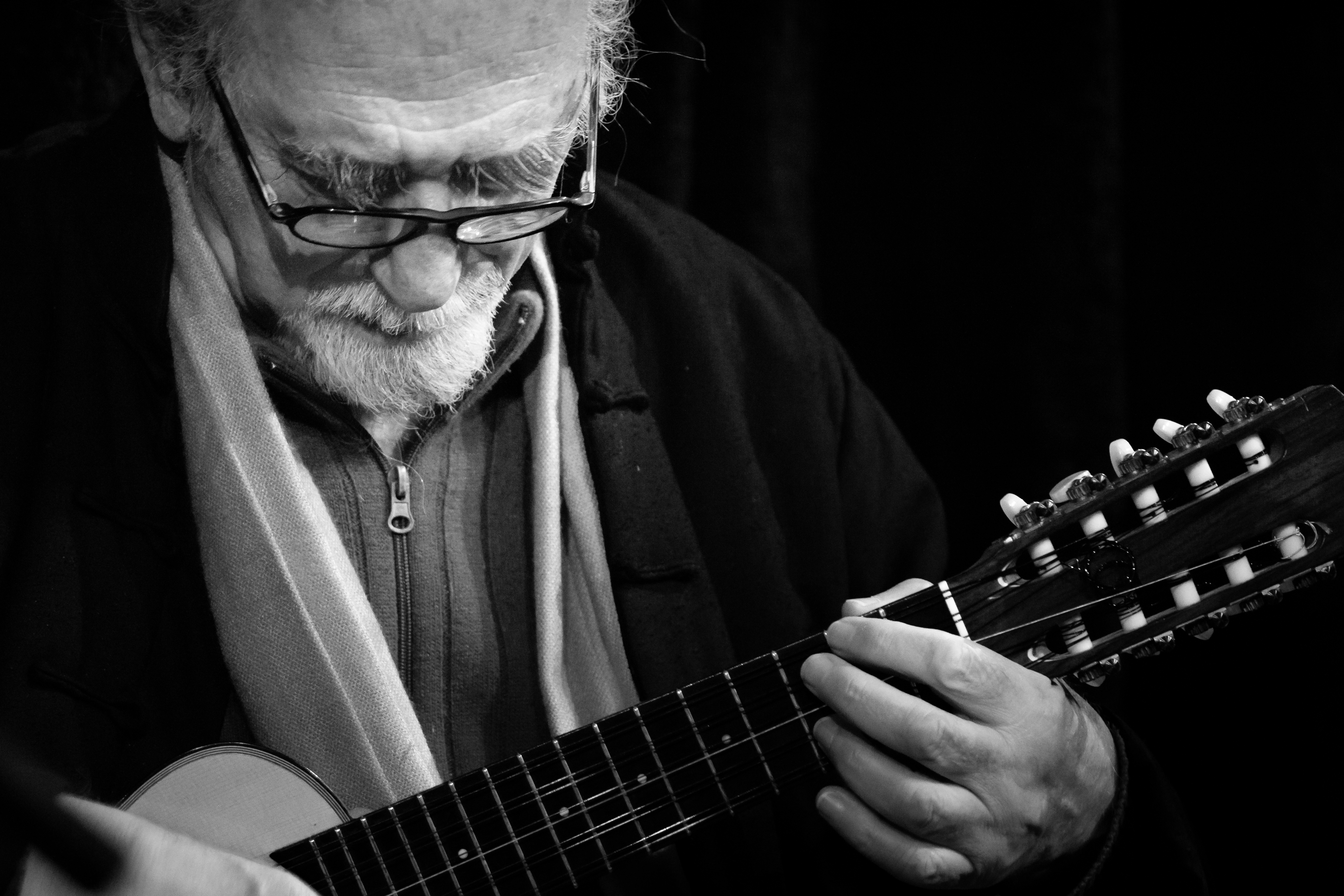
Jorge Milchberg en concert avec son groupe Urubamba (/Los Incas) à Buenos Aires, le 2 novembre 2014.

Toujours est-il que lors de la rencontre entre Los Incas et Paul Simon, le nom d'Alomía Robles ne fut apparemment pas prononcé, et le thème fut présenté comme traditionnel sous arrangement de Jorge Milchberg avec une légère modification de la mélodie et l'adjonction d'une introduction inédite. Simon and Garfunkel enregistrent alors une version en 1970 sous le titre El Cóndor Pasa (If I Could), avec des paroles entièrement différentes de l'esprit de la version originale de la pièce, mais sur la même mélodie et sur l'harmonisation de Los Incas qui les accompagnent sur le disque. Ils deviennent amis et feront même des tournées avec le duo et avec Paul Simon seul, dont témoigne son disque en public Paul Simon in Concert: Live Rhymin'. Paul Simon d'ailleurs, la même année 1974, produira lui-même le disque éponyme Urubamba du groupe Los Incas rejoint par Uña Ramos et reformé sous le nom d'Urubamba. Mais fin 1970, Armando Robles Godoy, le fils du compositeur, cite en justice Simon and Garfunkel pour faire reconnaître le droit d'auteur de son père, qui avait officiellement déposé sa composition aux États-Unis en 1933. Simon et Garfunkel n'ayant aucun désir de faire du tort à l'auteur et manifestant un grand respect pour les musiques autochtones, l'affaire judiciaire
« s'est résolue sans problèmes majeurs », d'après Armando Robles Godoy, et en conclusion la non-attribution a été considérée comme une erreur de bonne foi (honest mistake) et un malentendu (misunderstanding), et les droits d'auteur de Daniel Alomía Robles reconnus. Il est d'ailleurs aujourd'hui crédité au générique des innombrables versions que ce standard mondial a connues. D'ailleurs, aujourd'hui l’œuvre est dans le domaine public, puisque sa première présentation (1913) remonte à plus de cent ans, et son enregistrement officiel (1933) à plus de quatre-vingts ans. Enfin, Armando Robles Godoy, fils du compositeur et cinéaste péruvien, a écrit lui-même de nouvelles paroles pour cette chanson, en prenant comme référence, justement, la version de Paul Simon.

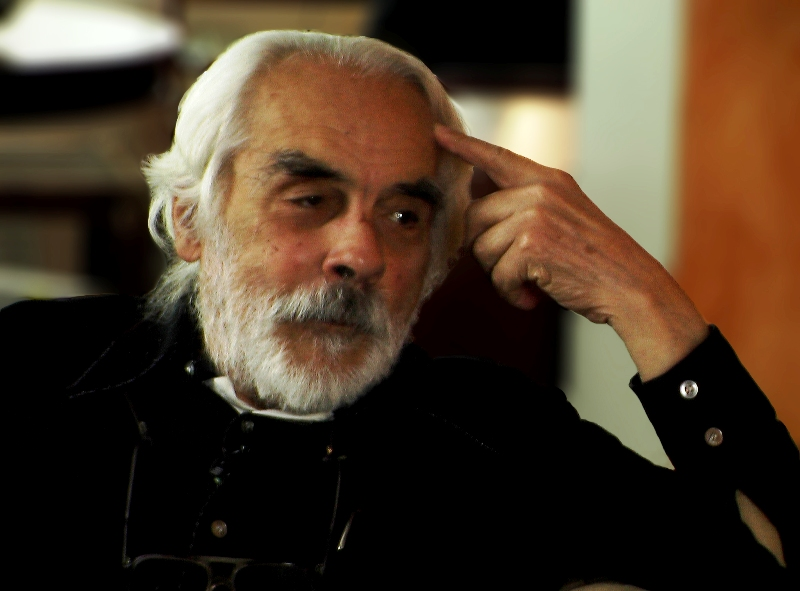
Armando Robles Godoy en 2006, cinéaste péruvien et fils du compositeur et ethnomusicologue Daniel Alomía Robles.

La polémique sur la paternité de l’œuvre appartient donc désormais au passé, les différents apports historiques à ce thème à la fois daté (1913, 1933, 1958, 1963, 1970) et immémorial (ses sources autochtones anciennes) sont aujourd'hui assez clairement attribués. Enfin, sa simplicité thématique limpide et sa richesse de connotations culturelles particulièrement suggestives ont amené de très nombreux musiciens de par le monde à revisiter ce thème depuis plus d'un siècle et surtout depuis cinquante ans.

#### Des versions par milliers

##### Versions chantées
Auparavant, le thème avait déjà été repris et chanté par Marie Laforêt accompagnée par Los Incas, sous deux versions différentes en 1966 et 1968, le mouvement lent seul sans le Huayno ou Kashua final, avec des paroles en français et les titres : « Sur le chemin des Andes » (1966)[source insuffisante], puis « La Flûte magique » (1968). La version de Simon and Garfunkel, qui fera le tour du monde avec Los Incas, qui comprend des paroles originales de Paul Simon et un arrangement de Jorge Milchberg, date de 1970,. Elle paraîtra sur le dernier album studio du duo folk : Bridge Over Troubled Water.

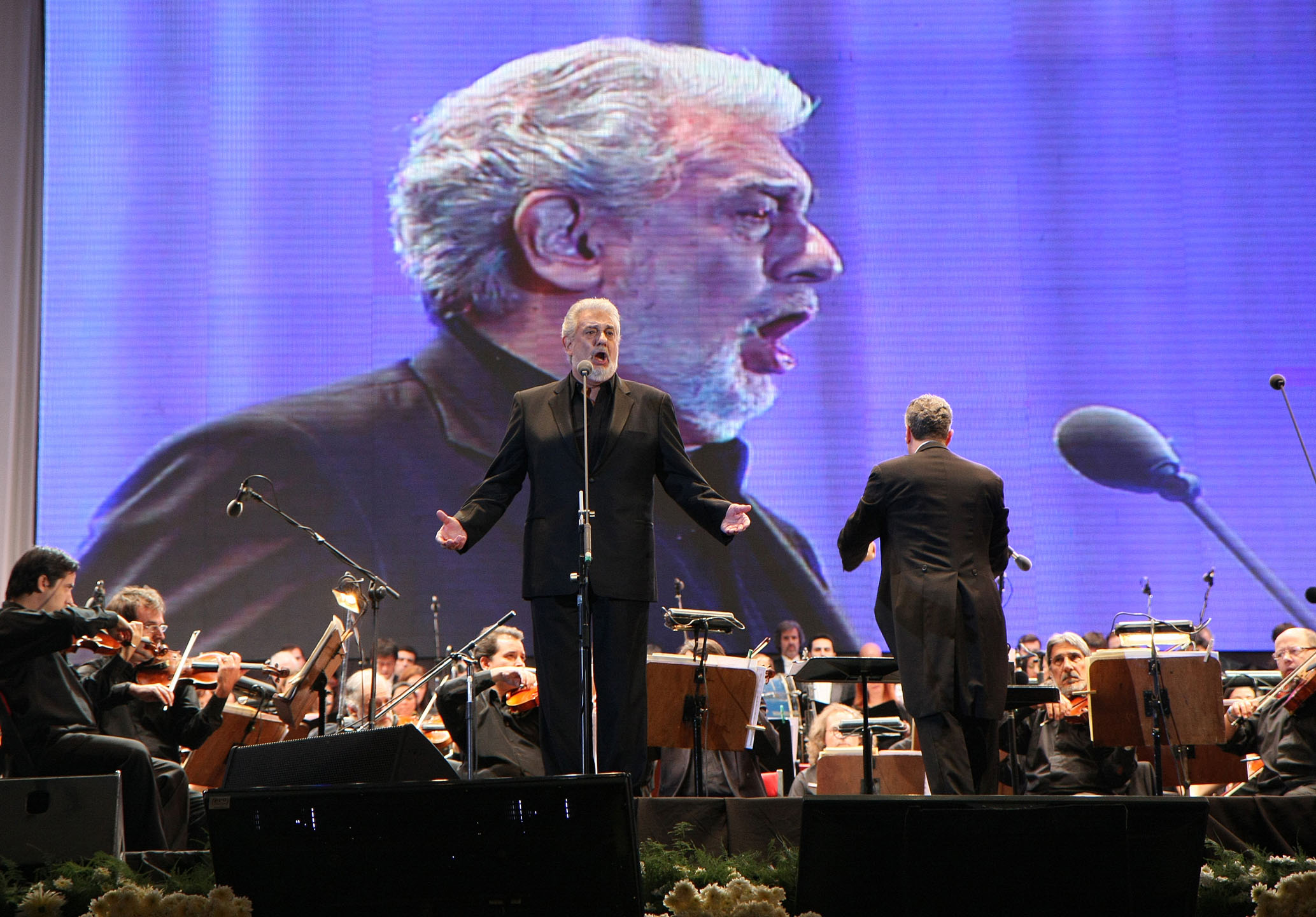
Plácido Domingo, en concert à Buenos Aires en 2011, où il a chanté El Cóndor pasa.

D'autres interprétations reprennent le même air, mais les textes sont souvent très variés (voir ci-dessous la section « Paroles écrites sur l'air de ce thème »). Par exemple le chanteur russe Valery Leontiev, ou la chanteuse Esther Ofarim en 1972 (qui chante une version en espagnol, laquelle sera aussi celle choisie par le grand ténor espagnol Plácido Domingo), ou le groupe israélien Parvarim, ou encore la chanteuse italienne Gigliola Cinquetti, pour une version en italien qui en fait une chanson d'amour (voir la sous-section « Les paroles de l'adaptation en italien pour Gigliola Cinquetti »). Elle est parue en single en 1970 avec un autre titre en face B : Il Condor/Lady d'Arbanville (Compagnia Generale del Disco, CGD no 9811). Il existe également une interprétation du même air avec un texte différent de Dana Winner qui, en néerlandais chante Jij en ik (« toi et moi »). Il existe même une version chantée en chinois par la populaire chanteuse taïwanaise Teresa Teng, version qui a eu un grand succès dans les pays sinophones, car la musique des Andes est très appréciée en extrême-orient. Mais il est difficile de trouver le texte de cette version et sa traduction.
Il existe aussi une version chantée mais sans paroles d'Yma Súmac la soprano péruvienne et belle actrice d'Hollywood, princesse Inca authentique (Ñusta (es) descendante en ligne directe du treizième empereur ou Sapa Inca Atahualpa), à la tessiture exceptionnelle dont l'amplitude dépassait les six octaves. Cette version est le dernier titre de son huitième et dernier album : Miracles, de style rock psychédélique inhabituel pour elle, enregistré en septembre 1971 et sorti en janvier 1972, sous le label LONDON Records pour Decca. Mais l'album est retiré de la vente à la suite d'un désaccord entre Bob Covais, son producteur, et Yma Súmac qui n'approuvait décidément pas certains de ses choix artistiques. Il sera réédité en CD en juillet 1998.

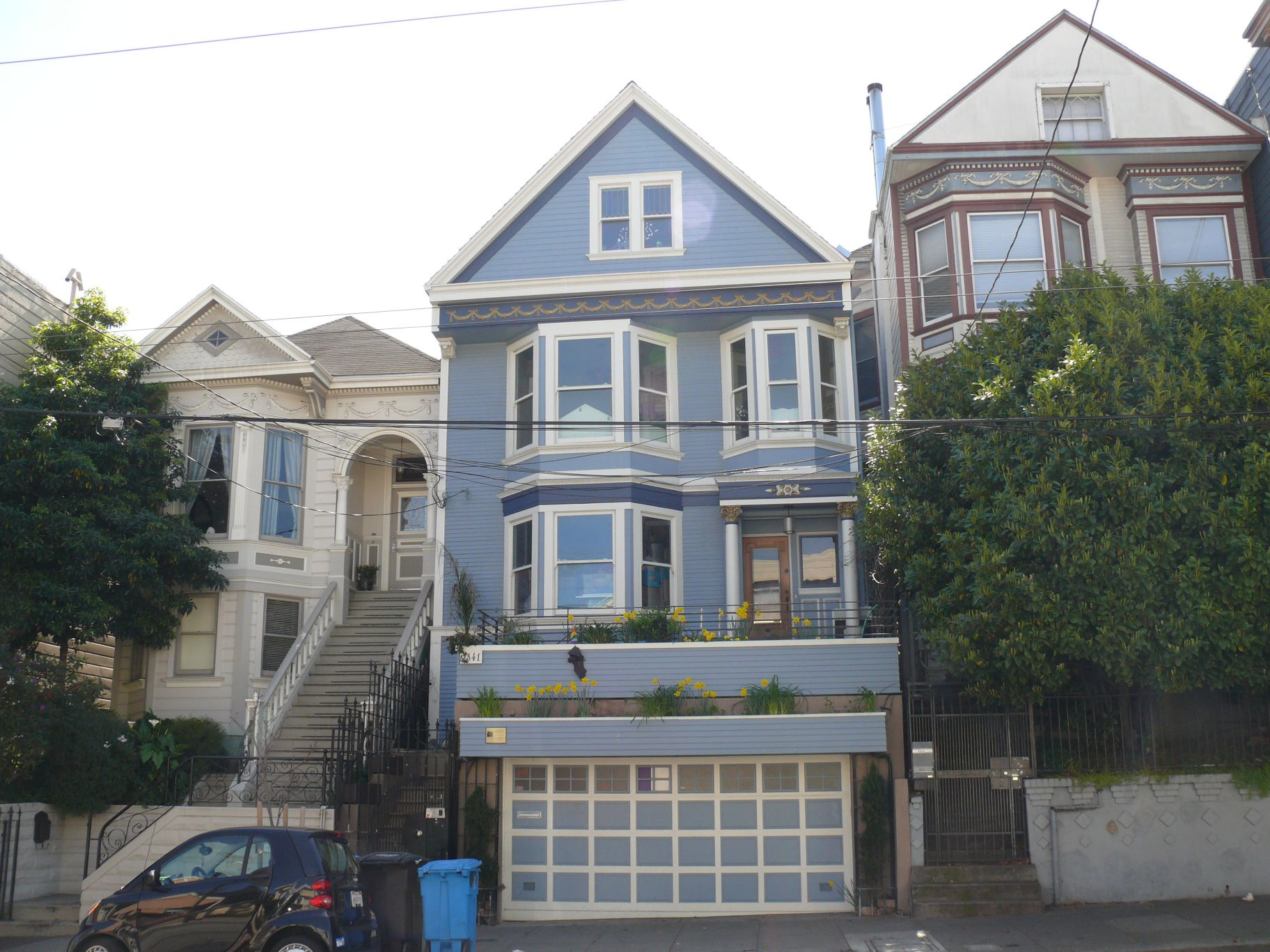
La "Maison bleue" de la chanson San Francisco de Maxime Le Forestier, restaurée dans sa couleur originale, au no 3841, 18e Rue à San Francisco (Californie, États-Unis).

Par ailleurs, la Kena (la flûte porteuse du thème dans les versions de 1958 par Achalay et de 1963 par Los Incas) est présente dans les paroles d'une chanson emblématique des années d'émergence de la World Music, couplée avec l'efflorescence du mouvement Hippie, qui forment l'arrière-plan culturel de l'époque qui a vu l'essor du thème d'El Cóndor pasa. Il s'agit du grand succès autobiographique de Maxime Le Forestier évoquant ces années "Condor pasa" et "Maison bleue" dans la "Mecque" hippie qu'était la ville de San Francisco, à savoir sa chanson  San Francisco (sortie en 1972) où il est dit : « C'est une maison bleue / Adossée à la colline / On y vient à pied, on ne frappe pas / Ceux qui vivent là, ont jeté la clé [...] Nageant dans le brouillard / Enlacés, roulant dans l'herbe / On écoutera Tom à la guitare / Phil à la kena, jusqu'à la nuit noire... ».

##### Versions instrumentales

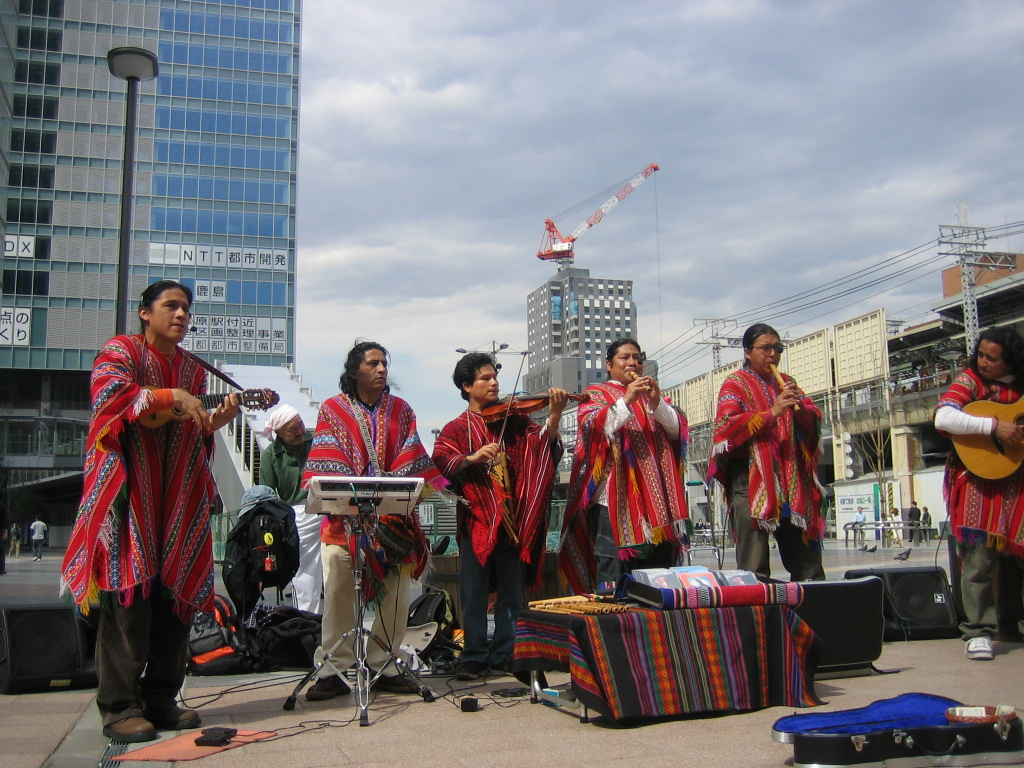
Un groupe péruvien joue la version folk d''El cóndor pasa en 2005, en pleine ville de Tokyo (Japon), illustrant la mondialisation de ce thème.

La version originale en 1913 du thème d'El cóndor pasa (parties I et II) était uniquement instrumentale, et arrangée pour orchestre classique. Elle sera déposée par Daniel Alomía Robles, avec accompagnement de piano, en 1933 aux États-Unis. [Voir ici même : « Version originale, la pièce de 1913 »].
La première version « folklorisée » [jouée avec des instruments autochtones (Kena et Charango) accompagnés par la guitare] d'El cóndor pasa fut enregistrée en 1958 par l'Ensemble Achalay dirigé par Ricardo Galeazzi, alors dissident du groupe Los Incas [voir plus haut : « Résurgence dans la musique des Andes en France ». La version la plus célèbre, parce que c'est celle qui accompagnera le tube que Paul Simon écrira sur ce thème, dans ce même style de musique andine nouvelle à l'époque, est celle déjà évoquée de Los Incas en 1963. Cette version manifeste beaucoup de précision et une grande pureté des sonorités des kenas en duo, du charango et de la harpe andine, lesquelles ont bien résisté au passage des ans et peuvent en partie expliquer son succès. Il faut noter que pour le vingtième anniversaire de cette version originale, Los Incas enregistrèrent en 1983 une version bien différente et renouvelée dans son esprit d'El cóndor pasa, à la fois tendue et méditative, ouvrant la voie à l'improvisation et se rapprochant tant du jazz que de la musique de chambre en quatuor. Celle-ci parut dans leur album Un Pedazo de Infinito  (« un morceau d'infini ») publié en France sous le titre Un Instant d'éternité, réédité en CD sous le même titre en 1996 (chez Buda Records, distribution Adès - 82412 2 AD 761) ; c'est probablement Jorge Cumbo qui y tient la Kena, avec Milchberg toujours au Charango.
L'ensemble Los Chacos fondé en 1953 par Jean-Jacques Cayre et Jean Bessalel, premier groupe français interprétant la musique andine et circum andine, enregistre en février 1968 El cóndor pasa sur microsillon 33 tours 30 cm, phonogramme dont ils sont alors les seuls producteurs. Ils reçoivent avec leur disque la récompense la plus enviée du monde discographique : le Grand Prix International du Disque de l'Académie Charles-Cros 1970.
Il existe une version orchestrale assez magistrale, façon "second hymne national du Pérou", arrangée par Francisco Pulgar Vidal à partir des partitions de D. A. Robles, et interprétée en 2007 (?) par l'Orchestre Symphonique National du Pérou (Orquesta Sinfónica Nacional del Perú (es)) dirigé par Mina Maggiolo Dibós.

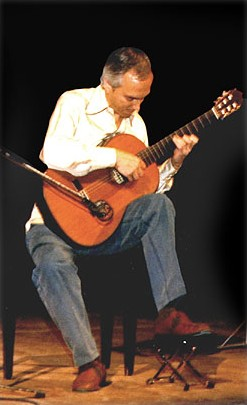
Le guitariste John Williams en concert à Cordoue (Espagne) en 1986.

Eduardo Falú, guitariste et compositeur argentin renommé, a proposé une adaptation de ce thème pour guitare seule. D'autres versions remarquées sont celles des guitaristes péruviens Raúl García Zárate, Manuelcha Prado y Mario Orozco Cáceres. Le grand guitariste australien John Williams, de haute renommée internationale, a proposé dans son disque Romance of the Guitar (chez Sony Classical n° SK 89141 publié en 2000, enregistrements de 1984 à 2000) une version inédite pour guitare seule, très virtuose, sur une partition arrangée par Jorge Morel. On peut noter aussi la version instrumentale de Paul Mauriat, typique de la variété de l'époque. Au petit matin sur France Culture, du lundi au vendredi, l'émission de Tewfik Hakem : "Le Réveil culturel" s'ouvre à 6h05 sur un générique qui propose une reprise inhabituelle du thème d'El cóndor pasa en version jazz au saxophone soprano.
Il existe aussi une version instrumentale inhabituelle pour l'auditeur occidental, car elle est entièrement jouée sur des instruments traditionnels chinois par le groupe féminin chinois 12 Girls Band : les deux kenas y sont remplacées par deux dizi (flûte traversière traditionnelle chinoise), ou parfois par un xiao (flûte droite à encoche, ancêtre du shakuhachi japonais et peut-être de la kena) ; les cordes andines (guitare, charango et harpe andine) sont remplacées par le pípa (sorte de luth chinois traditionnel), l’erhu (à deux cordes frottées), le yangqin (sorte de dulcimer chinois traditionnel à cordes frappées) et le guzheng (autre sorte de cithare  traditionnelle chinoise, sur table et à cordes pincées).
On estime à plus de 4 000 les interprétations à travers le monde, et à 300 les textes différents.
Au Pérou, elle a été déclarée comme appartenant au patrimoine culturel de la nation en 2004. Elle y est d'ailleurs souvent considérée comme un « second hymne national ».

## Paroles écrites sur l'air de ce thème

### Les paroles inspirées par la version originale
Il est à noter que[style à revoir], selon plusieurs sources, la version originale du thème final El cóndor pasa de la Zarzuela éponyme ne comportait en 1913 aucune parole : il était présenté en version orchestrale uniquement (orchestre classique), accompagnant les cris des personnages « nous sommes tous des condors ! », émerveillés de la visite dans leur ciel, la première depuis longtemps, d'un grand condor. Ils y voient un heureux présage de renaissance, d'une nouvelle vie de liberté, et la vision de ce condor les emplit d'espérance. C'est la dernière image de la pièce, juste avant le défilé des comédiens, et ce thème instrumental du Condor sert d'accompagnement à la parade finale. Toutes les paroles apposées sur ce thème, y compris celles en langue quechua, devraient donc être considérées comme apocryphes, ce qui d'ailleurs ne leur retire en rien leur légitimité... Celles qui suivent semblent les plus proches de l'esprit de la pièce originale, notamment pour ce qui est de la nostalgie ou d'une certaine revendication de l'identité amérindienne (le texte original est en quechua), laquelle est couplée avec l'évocation de la dimension de pèlerinage vers des lieux sacralisés comme le Machu Picchu. Néanmoins, les paroles qui suivent ne peuvent pas être considérées plus que les autres comme « les "vraies" paroles de la "version originale" » ainsi qu'on le voit souvent affirmé sur les disques et vidéos ou recueils de paroles présentant cette version, puisque cet air, on l'a dit, était uniquement instrumental dans la zarzuela originelle de Robles et Baudouin[réf. souhaitée].
| Texte en quechua | Version en espagnol | Version en anglais | Sens des paroles en français |
| --- | --- | --- | --- |

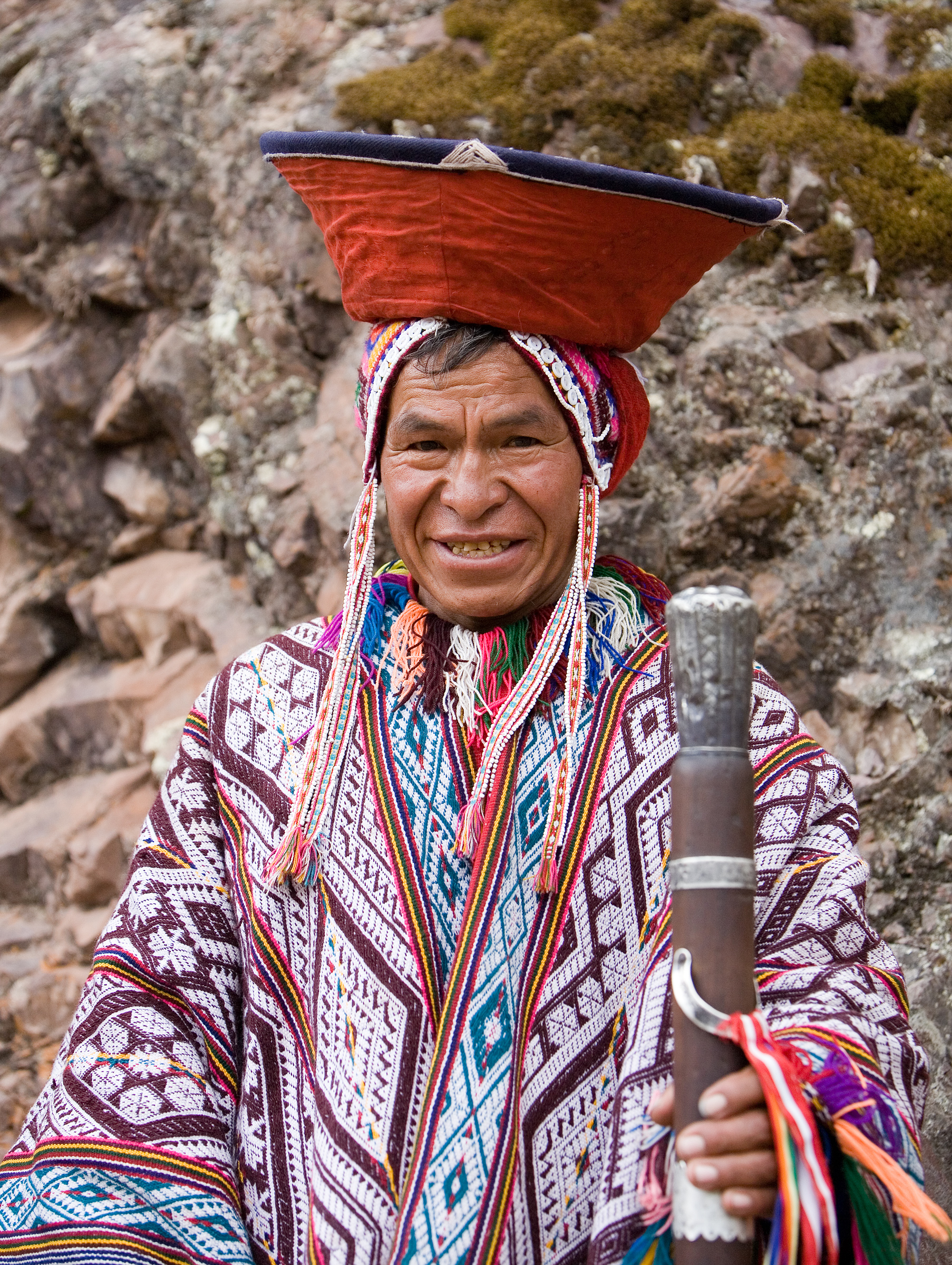
Un Quechua en costume traditionnel (Písac, Pérou, 2007).

| Yaw kuntur llaqtay urqupi tiyaq Maymantam qawamuwachkanki, kuntur, kuntur Apallaway llaqtanchikman, wasinchikman chay chiri urqupi, kutiytam munani, kuntur, kuntur. (Ichaqa:) Qusqu llaqtapim plazachallanpim suyaykamullaway, Machu Piqchupi Wayna Piqchupi purikunanchikpaq. | Oh majestuoso Cóndor de los Andes, llévame, a mi hogar, en los Andes, Oh Cóndor. Quiero volver a mi tierra querida y vivir con mis hermanos Incas, que es lo que más añoro oh Cóndor. (Fuga:) En el Cusco, en la plaza principal, espérame para que a Machu Picchu y Huayna Picchu vayamos a pasear. | Oh mighty condor owner of the skies, Take me home, up into the Andes Oh mighty condor. I want go back to my native place to be with my Inca brothers, that's what I miss the most, Oh mighty Condor. (Fuga:) Wait for me in Cusco, in the main plaza, so we can take a walk in Machu-Picchu and Huayna-Picchu. | Ô majestueux condor des Andes, [souverain des cieux] Ramène-moi à la maison, dans les Andes Ô [puissant] condor. Je veux revenir à ma terre [natale] chérie et vivre avec mes frères Incas, oui, c'est ce qui me manque le plus, Ô condor. (Fuga:) Au Cuzco, sur la Grand'Place, Attends-moi, Alors, nous pourrons randonner au Machu Picchu et au Huyana Picchu. |

### Les paroles des adaptations en français pour Marie Laforêt

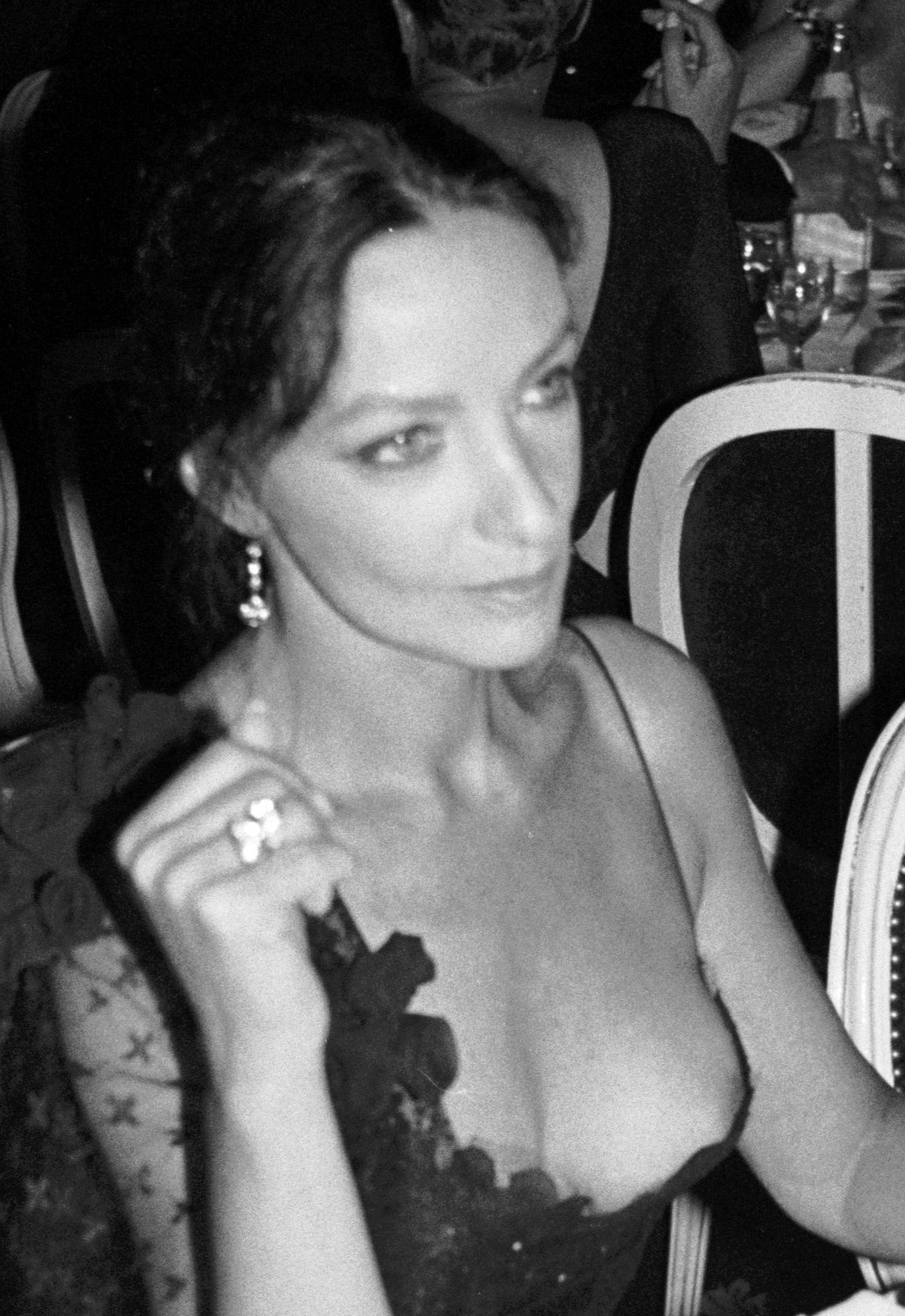
Marie Laforêt, festival du cinéma américain de Deauville, septembre 1989.

Les paroles de ces deux versions en français révèlent une certaine authenticité autochtone allusive par l'évocation d'une dimension magique du condor et de cette musique (« accrocher le ciel à mes doigts », « flûte magique », « clé des secrets », chemins initiatiques), de la puissance symbolique et divinatoire du rêve, qui ne sont pas sans rappeler les aspects chamaniques et totémiques des religions traditionnelles des Andes. Si ce n'est que le condor des Andes y est ici transformé pour les besoins de la cause en « aigle noir » (qui est comme le condor un grand oiseau planeur), car l'équivalent français du condor des Andes, qui serait peut-être le vautour fauve, produirait probablement des connotations et un effet métaphorique dissonants par rapport au propos. Il n'y a pas non plus de citation discrète, car la fameuse chanson de Barbara, L’Aigle noir, datant de 1970, est postérieure[réf. nécessaire].

### Les paroles de l'adaptation en anglais par Paul Simon

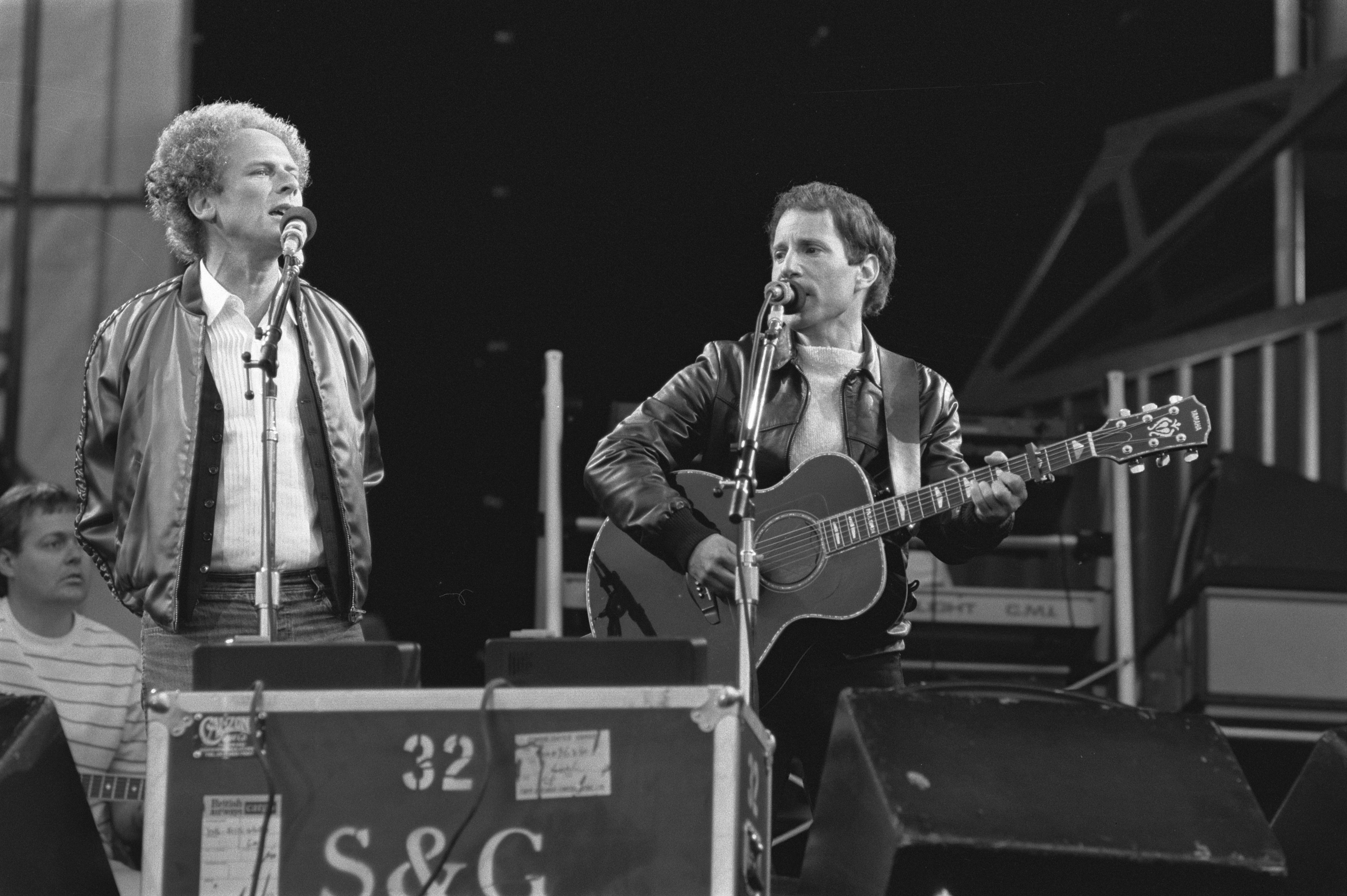
Simon and Garfunkel en 1982.

En 1970, ces paroles de Paul Simon s'accordent à la fois avec leur temps (flower power, éveil de la conscience écologique), et avec les origines andines de cette mélodie : appartenance à la terre, identité amérindienne (« A man gets tied up to the ground » - "Un homme appartient à sa terre", « I'd rather feel the earth beneath my feet » - "Je préférerais sentir la terre sous mes pieds"), mélancolie (« its saddest sound » - "son chant le plus triste"), conscience écologique (« rather be a forest than a street » - "préférer être une forêt plutôt qu'une rue", « be a sparrow » - "être un colibri"), et le désenchantement ou le fatalisme d'une certaine impuissance (« Yes I would, if I only could » - "Oui je le ferais, si seulement je le pouvais", et le refuge dans une fuite magique : « sail away like a swan that's here and gone » - "voguer au loin tel un cygne qui est ici et disparaît soudain")... Mais ici le condor est devenu un cygne.

### Les paroles de l'adaptation en italien pour Gigliola Cinquetti

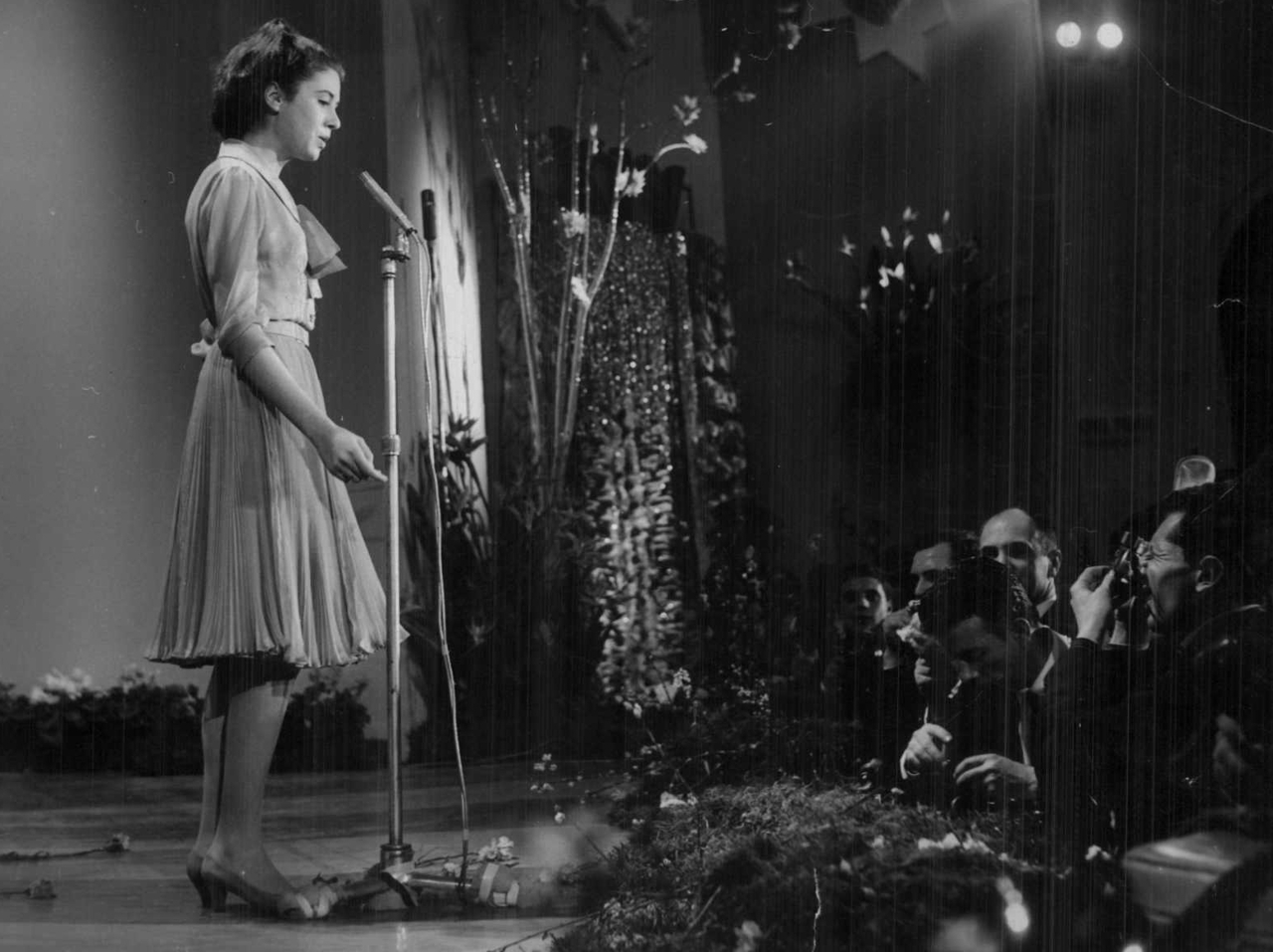
Gigliola Cinquetti en 1964 à seize ans au Festival de musique de San Remo.

Le thème sentimental de ces paroles-ci n'est plus tellement en rapport avec sa source, si ce n'est peut-être « la floraison de la lune dans le désert », et surtout la hauteur du vol du condor qui provoque sa disparition...

### Les paroles de l'adaptation en espagnol pour Esther Ofarim ou Plácido Domingo

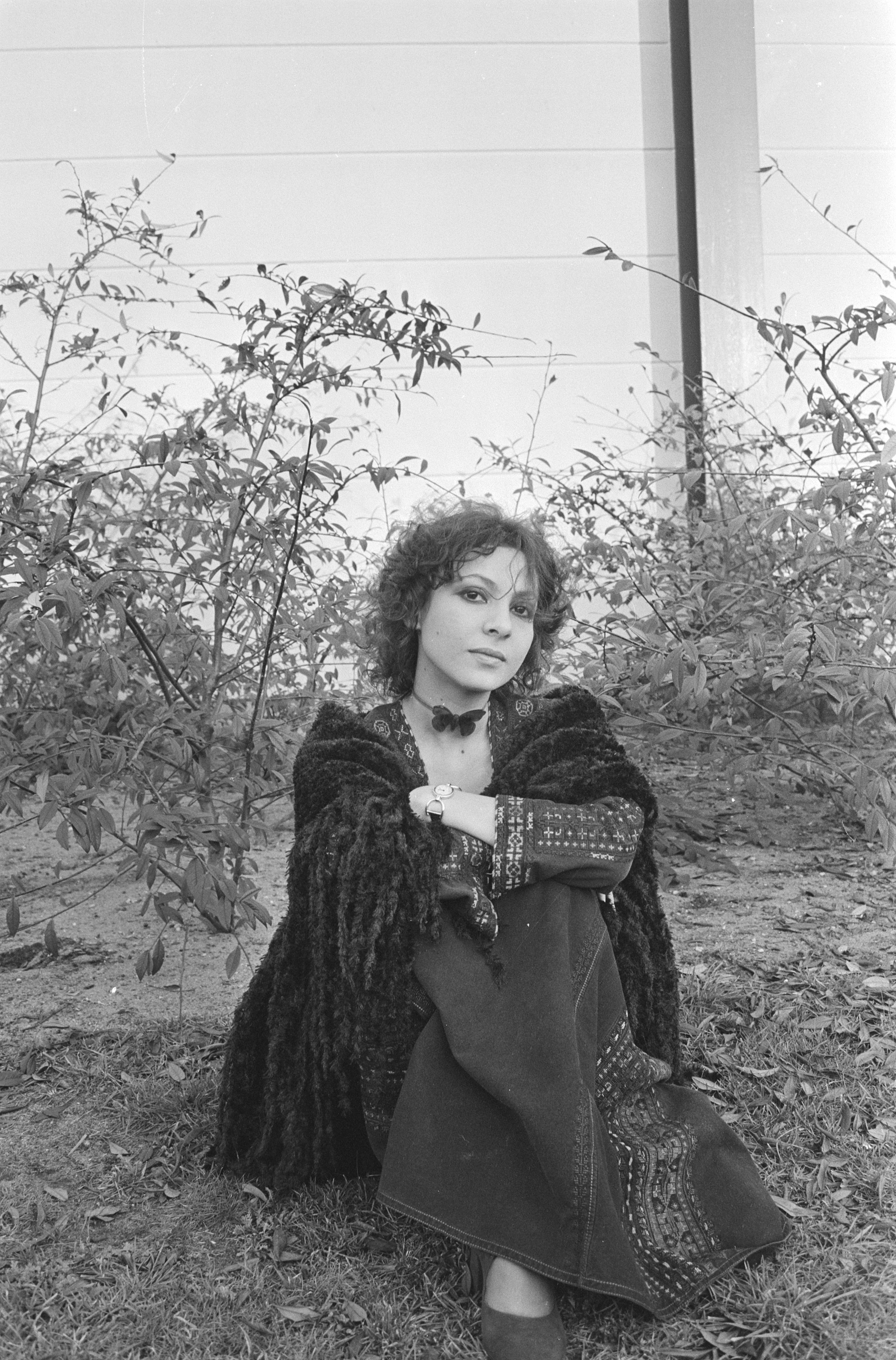
Esther Ofarim en 1971, au moment de l'enregistrement d'El cóndor pasa.

Cette adaptation-ci est plus en rapport avec sa source, notamment par la tournure sacrificielle du passage du condor pour l'avènement d'une aube heureuse, d'un nouveau printemps de l'humanité, et l'aspect quasi messianique qu'y revêt son retour (symbolisant le retour de l'Inca), et son "réveil", l'espérance de libération et de bonheur qu'on place en lui, son lien avec le soleil (divinité principale des incas, avec Viracocha, héros civilisateur et "christique" avant l'heure qui lui aussi se sacrifie pour une rédemption et doit revenir pour inaugurer un nouvel âge...). Il faut noter[style à revoir] que celles-ci sont aussi les paroles de la version que Plácido Domingo a enregistrée, avec orchestre classique et flûte de Pan, mettant en valeur son timbre de ténor lyrique.